# Skra Bełchatów
KPS Skra Bełchatów SA – polski, jednosekcyjny, męski klub siatkarski z siedzibą w Bełchatowie. Założony w 1930 r., sekcję siatkówki posiada od 1957 r. W 1991 r. patronat nad drużyną objęła Elektrownia Bełchatów. Od 20 grudnia 2004 działa jako spółka akcyjna. Właścicielem jest stowarzyszenie EKS Skra Bełchatów które posiada 100% akcji.
Gra w najwyższej klasie rozgrywkowej nieprzerwanie od sezonu 2001/2002. Dziewięciokrotny Mistrz Polski (rekord PlusLigi), i siedmiokrotny zdobywca Pucharu Polski, Finalista Ligi Mistrzów (2012), oraz dwukrotny Klubowy Wicemistrz Świata (2009, 2010)
W latach 2007–2023 występowała jako PGE Skra Bełchatów, od nazwy głównego sponsora: PGE (Polska Grupa Energetyczna), zaś od 2023 r. jako PGE GiEK Skra Bełchatów, od nazwy spółki PGE Górnictwo i Energetyka Konwencjonalna (PGE GiEK) z Grupy PGE. Od 2012, jako pierwsza drużyna siatkarska na świecie, a zarazem pierwsza (i jedyna) polska drużyna sportowa, współpracuje z UNICEF. Swoje mecze rozgrywa w Hali „Energia” im. Edwarda Najgebauera, nazwanej tak na cześć, byłego prezesa zarządu Elektrowni Bełchatów, który zmarł w 2006 roku.

## Historyczne nazwy
- od 1930 (założenie klubu[4]): Robotniczy Klub Sportowy (RKS) Skra Bełchatów[4]; 1957 (utworzenie sekcji siatkarskiej[4])
- 1991-2004: Energetyczny Klub Sportowy (EKS) Skra Bełchatów[4]
- 2004-2005: Klub Piłki Siatkowej (KPS) Skra Bełchatów[23]
- 2005-2007: BOT Skra Bełchatów
- 2007-2023: PGE Skra Bełchatów[16]
- od 2023: PGE GiEK Skra Bełchatów
- Adnotacja[b]:

## Historia
W pierwszych sezonach zawodowych rozgrywek rywalizacja przebiegała pod dyktando Mostostalu-Azotów Kędzierzyn-Koźle, a drugą siłą był częstochowski AZS. Oba zespoły miały w składach wielu reprezentantów Polski. Tak więc w potyczkach z tymi zespołami nie mieliśmy szans.

W 1930 r. założono Robotniczy Klub Sportowy „Skra”. Sekcja siatkówki powstała w 1957 r. W 1977 r., wydzielono z klubu piłkarzy – tworząc tym samym nową drużynę (GKS Bełchatów) pod patronatem miejscowej kopalni. Siatkarze „Skry” przez wiele lat występowali wyłącznie w rozgrywkach amatorskich.
W 1991 r., właścicielem „Skry” została Elektrownia Bełchatów, a klub zmienił nazwę na EKS (Energetyczny Klub Sportowy) „Skra”. W 1994 r., awansował do II ligi. Przed sezonem 1996/1997, trenerem drużyny został Paweł Blomberg. W pierwszym roku pracy, wprowadził zespół do I ligi Serii B.

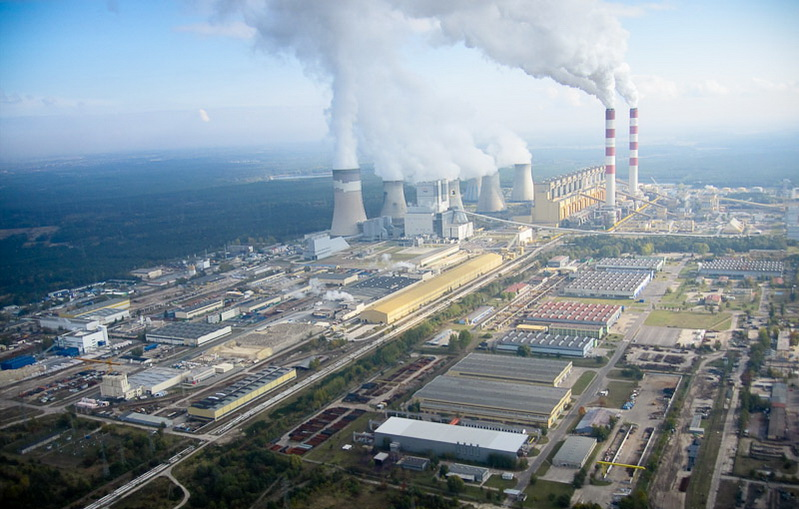
Elektrownia Bełchatów wchodzi obecnie w skład koncernu PGE. Była właścicielem klubu w latach 1991–2004.

Skra nie miała najwyższych budżetów. Pierwsze sukcesy osiągaliśmy w czasach dominacji PZU AZS Olsztyn, który miał wyższy budżet od nas. W Resovii też były duże pieniądze (..) To, że mówiło się o Skrze, że wygrywa wszystko, bo ma największy budżet, jest zrozumiałe. Taka opinia brała się pewnie trochę z zazdrości. Z drugiej strony byliśmy prekursorami niektórych praktyk. Zatrudniliśmy trenera przygotowania fizycznego, dwóch fizjoterapeutów. Wyznaczaliśmy trendy. Przyczyniliśmy się do tego, że wzrastał poziom organizacyjny klubów. Możemy być dumni z tego, że liga jest dobrze zorganizowana, kluby są mocne.

W 1999 r. uzyskano promocję do I ligi Serii A (zwycięstwo 3:2 w barażu z BBTS-em Bielsko-Biała). Trenerem nadal był Blomberg, a o sile zespołu stanowili: Jacek Nawrocki (rozgrywający), Robert Malicki (atakujący), Maciej Bartodziejski, Marek Kwieciński (obaj przyjmujący), Krzysztof Domagała, Jacek Pasiński (obaj środkowi), oraz przyjmujący Sławomir Augustyniak (w ostatnich meczach pauzował z powodu kontuzji).
W sezonie 1999/2000, klub zadebiutował w ekstraklasie. Przed jego rozpoczęciem, zwolniono szkoleniowca Pawła Blomberga. Nowym został Waldemar Kuczewski; jego z kolei, pod koniec sezonu zastąpił Zbigniew Zarzycki. Drużyna mimo kilku wzmocnień (Dariusz Luks, Grzegorz Kosatka, Leszek Czerlonek, Tomasz Paluch, Sergiej Kriwoszjew) spadła do Serii B po porażce 1:3 z Górnikiem Radlin.
W 2000 r. trenerem został Wiesław Czaja, zespół wzmocnili też Piotr Szulc (przyjęcie) oraz Tomasz Skalski (atak). Po rocznej grze na „zapleczu” ekstraklasy (sezon 2000/2001), drużyna awansowała do nowo powstałej Polskiej Ligi Siatkówki (po barażu wygranym 3:2 ze Stilonem Gorzów).
Sezon 2001/2002 bełchatowianie, rozpoczęli od 5. porażek z rzędu. Choć celem klubu było utrzymanie się w lidze, niespodziewanie zdobyli brązowy medal mistrzostw Polski. Pokonując w trzech meczach faworyzowany Jastrzębski Węgiel. W składzie byli wówczas m.in. Jakub Bednaruk, Maciej Bartodziejski, Sławomir Kudłaczewski, czy weteran ligowych parkietów Zbigniew Zieliński. Nieco później dołączyli Robert Prygiel i Adam Nowik.
Rozgrywki 2002/2003 to odległa 6. lokata, mimo 4. miejsca po fazie zasadniczej (bilans 10-8). To także debiut w europejskich pucharach, konkretnie w Pucharze CEV. Skra po zajęciu drugiego miejsca w turnieju w Rovaniemi odpadła z dalszej rywalizacji.

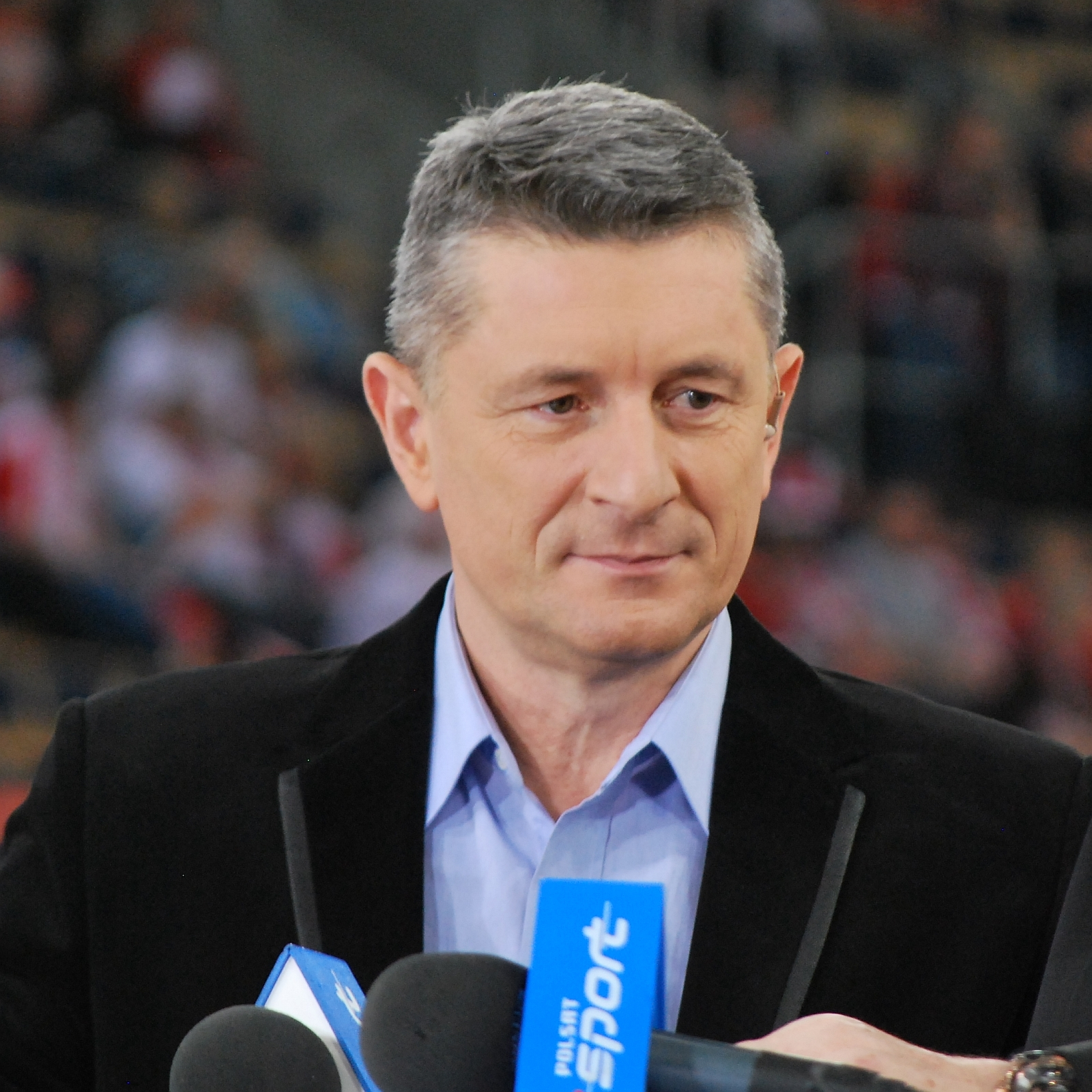
Ireneusz Mazur zdobył z klubem pierwsze mistrzostwo

Przed sezonem 2003/2004 doszło do zmiany szkoleniowca Wiesława Czaję zastąpił eks-selekcjoner Ireneusz Mazur. Pojawili się też reprezentanci Andrzej Stelmach, Krzysztof Ignaczak, Michał Bąkiewicz, Michał Ruciak. W drużynie zadebiutował Mariusz Wlazły. Skra choć prezentowała wówczas ładną siatkówkę zajęła 4. miejsce w lidze. Ulegając najpierw minimalnie w półfinale PZU AZS Olsztyn, a następnie w pięciu meczach rywalizacji o brązowy medal AZS-owi Częstochowa (mimo prowadzenia 2:0 w serii). Przegrała też w finale Pucharu Polski (który odbył się w Bełchatowie) z KP Polska Energia Sosnowiec 1:3 (14:25, 25:20, 20:25, 20:25), oraz w drugiej rundzie Pucharu CEV – przegrany dwumecz z Lokomotiwem Jekaterynburg.
W 2004 r. nastąpiła zmiana prezesa klubu. Z funkcji tej ustąpił Edward Maruszak, a zastąpili go Andrzej Lewandowski (prezes) i Konrad Piechocki (wiceprezes). W sezonie 2004/2005 zespół po raz pierwszy w swojej historii zdobył Mistrzostwo i Puchar Polski – w finale ligi pokonał w trzech meczach AZS Olsztyn, na MVP rozgrywek wybrano bełchatowskiego przyjmującego Piotra Gruszkę (po sezonie odszedł do klubu ze stolicy Warmii i Mazur) w finale pucharu bełchatowianie również wygrali z ekipą z Olsztyna, tym razem 3:1 (17:25, 25:23, 25:23, 25:16).
Już bez Gruszki, za to z Michałem Winiarskim i Krzysztofem Stelmachem. Klub powtórzył to osiągnięcie w rozgrywkach 2005/2006 zdobywając drugie z rzędu Mistrzostwo Polski – w finale pokonując w czterech meczach Jastrzębski Węgiel, a także drugi z rzędu Puchar Polski zwyciężając w finale AZS Częstochowa 3:0 (25:22, 25:21, 25:18). Już w debiucie w Lidze Mistrzów sprawił wielką niespodziankę pokonując Lokomotiw Biełgorod 3:1 (25:20, 16:25, 25:20, 25:23). Doszedł do drugiej rundy fazy play-off, w międzyczasie eliminując belgijskie Noliko Maaseik. Gdzie jego przeciwnikiem był Iraklis Saloniki (po przegraniu dwumeczu Skra nie awansowała do Final Four).

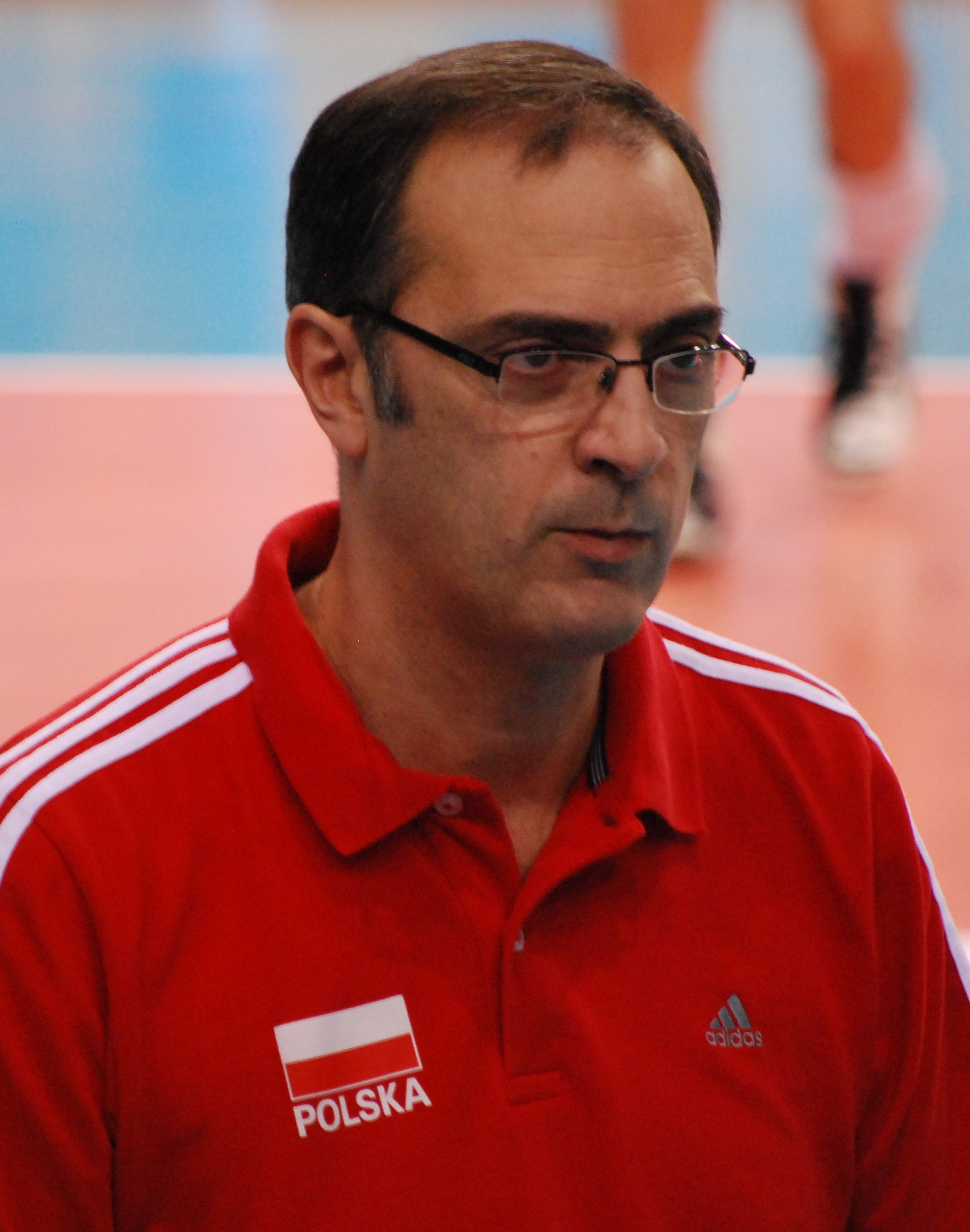
Daniel Castellani, pracował w Skrze w latach 2006–2009. Mistrz Europy 2009 z Reprezentacją Polski

Prowadzeni już przez Daniela Castellaniego, bełchatowianie trzeci raz z rzędu zdobyli mistrzostwo (2006/2007) pokonując w pięciu meczach Jastrzębski Węgiel. Notując w fazie zasadniczej bilans 17. zwycięstw przy tylko 1. porażce. Zwyciężyli także w Pucharze Polski – w finale pokonali AZS Olsztyn 3:0 (25:23, 28:26, 25:17). W fazie grupowej Ligi Mistrzów pokonali m.in. drużynę Lube Banca Macerata, w pierwszej rundzie fazy play-off ulegli jednak ekipie Portol Palma de Mallorca, klubowi Stephane Antigi, który po sezonie zasilił Skrę.

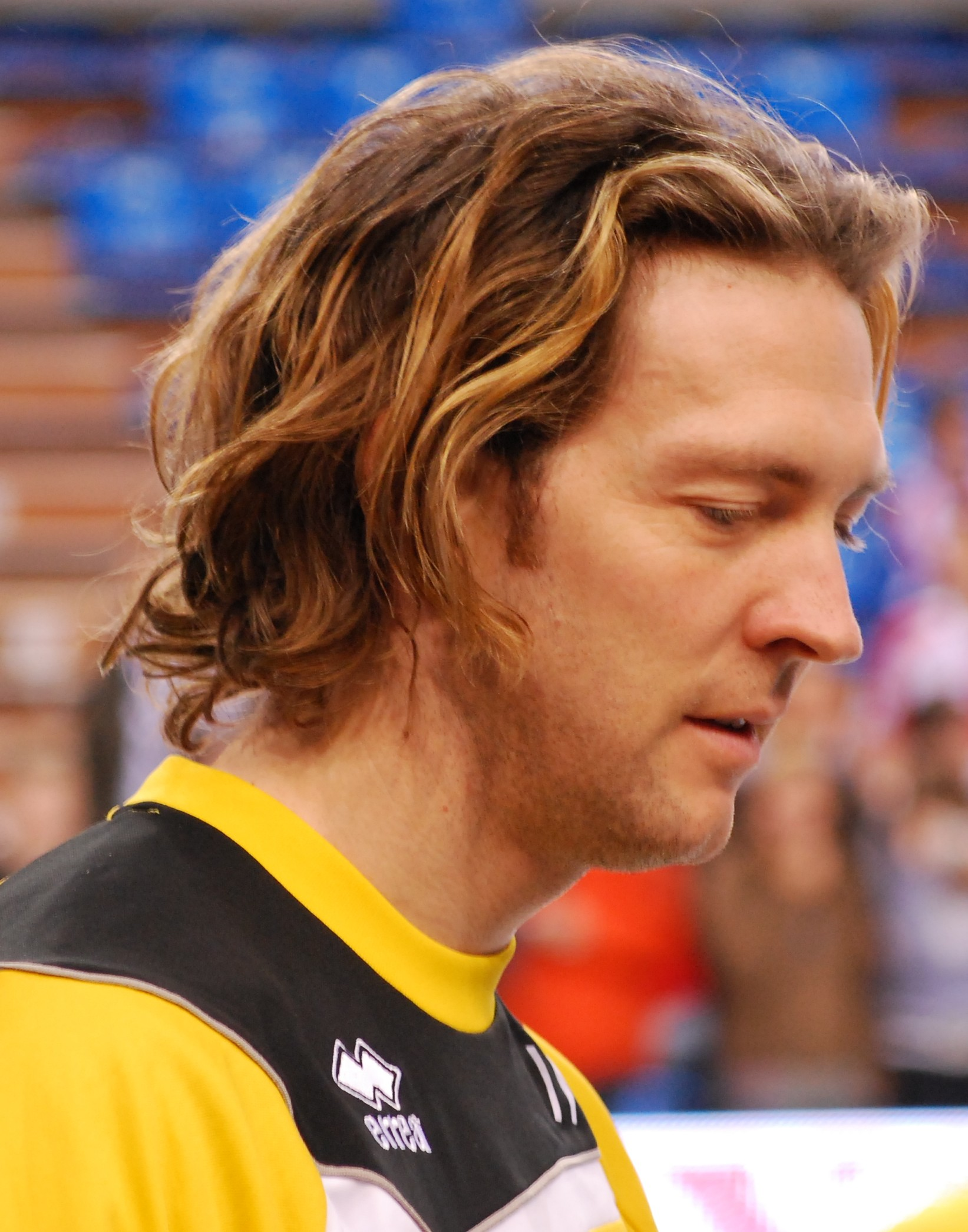
Stephane Antiga, selekcjoner reprezentacji Polski w latach 2013–2016. Jako zawodnik spędził w Skrze 5. sezonów.

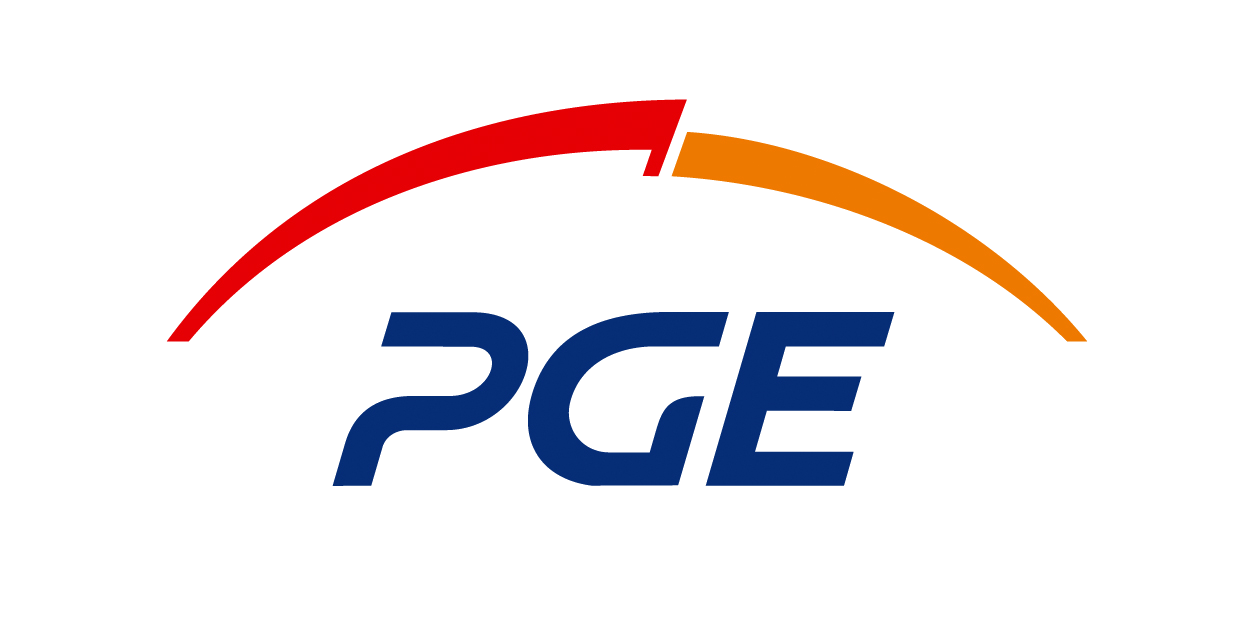
Koncern PGE od 2007 roku jest sponsorem głównym Skry.

10 września 2007 prezesem Skry został Konrad Piechocki, który zastąpił na tym stanowisku Andrzeja Lewandowskiego. W sezonie 2007/2008 klub zdobył Mistrzostwo Polski, pewnie wygrywając trzy mecze finałowe z AZS Częstochowa. W półfinale Pucharu Polski przegrał 2:3 (19:25, 15:25, 25:17, 25:19, 12:15) z Jastrzębskim Węglem, tracąc tym samym szansę na historyczny czwarty tryumf z rzędu. W łódzkiej hali MOSiR rozegrano turniej finałowy Ligi Mistrzów którego gospodarzem była Skra, bełchatowianie zajęli w nim 3. miejsce. W półfinale ulegli ekipie Dynama Kazań, a w meczu o brązowy medal pokonali Sisley Treviso. Najlepszym atakującym imprezy wybrano Mariusza Wlazłego.
Sezon 2008/2009, to pierwszy rok na rozegraniu mistrza Europy z 2007 roku Miguela Angela Falasci, a także transfery Dawida Murka, Piotra Gacka, Bartosza Kurka. Zawodnicy ci pomogli zdobyć piąte z rzędu Mistrzostwo Polski zwyciężając w finale w trzech meczach Resovię i czwarty Puchar Polski w historii – w finale wygrali pewnie z AZS Olsztyn 3:0 (25:20, 25:21, 25:20). W Lidze Mistrzów Skra pokonała Dynamo Moskwa w dwumeczu, ale uległa w drugiej rundzie fazy play-off Iskrze Odincowo, którą co warto odnotować bełchatowianie pokonali u siebie w fazie grupowej 3:0.
W 2009 Castellani został trenerem Reprezentacji Polski (z którą wygrał Mistrzostwa Europy 2009), a jego następcą dotychczasowy asystent Jacek Nawrocki. We wrześniu bełchatowianie wygrali po raz trzeci z rzędu Memoriał im. Zdzisława Ambroziaka. W listopadzie Skra Bełchatów zajęła drugie miejsce w Klubowych Mistrzostwach Świata, imprezie reaktywowanej po 17 latach przerwy. W ćwierćfinale Pucharu Polski bełchatowianie przegrali dwumecz z Resovią. Final Four Ligi Mistrzów które miało odbyć się 10 i 11 kwietnia 2010 w hali Atlas Arena w Łodzi, zostało przełożone ze względu na katastrofę lotniczą w Smoleńsku w której zginął m.in. Prezydent Polski Lech Kaczyński. Skra ostatecznie zajęła w nim 3. miejsce. Ulegając w półfinale Dynamo Moskwa, a w meczu o brąz pokonując słoweński ACH Volley Bled. Mariusz Wlazły został najlepiej punktującym siatkarzem imprezy. Zdobyła też kolejne Mistrzostwo Polski, w finale pokonując w czterech meczach Jastrzębski Węgiel.
Rok później Skra ustanowiła rekord PlusLigi, zdobywając siódmy tytuł mistrzowski z rzędu (3:1 z ZAKSĄ). W całych rozgrywkach przegrała tylko trzy mecze, odnosząc serię 24. kolejnych zwycięstw. W finale krajowego pucharu również pokonała kędzierzynian, tym razem 3:0 (25:19, 26:24, 25:18) – po roku przerwy puchar powrócił do Bełchatowa. W Lidze Mistrzów została wyeliminowana w drugiej rundzie playoff przez Zenit Kazań, odnosząc wszakże pamiętne zwycięstwo nad włoskim Trentino w fazie grupowej. W drugim z rzędu występie w Klubowych Mistrzostwach Świata ponownie zdobyła srebrne medale.
Porażka 1:3 z Resovią w finale (2012), była sporą niespodzianką. Zwłaszcza że rzeszowianie przez 6 lat nie potrafili pokonać Skry w lidze, a aż 8. w Bełchatowie. PGE Skra obroniła jednak Puchar Polski, łatwo wygrywając 3:0 z Jastrzębskim Węglem (25:16, 25:20, 25:19). Zorganizowała też po raz trzeci turniej finałowy Ligi Mistrzów. W 1/2 pokonując Arkas Spor Izmir. Dramatyczny przebieg miał finał Champions League, gdzie Zenit Kazań potrzebował dopiero tie-breaka (2:3; 15:25, 25:16, 25:22, 24:26, 15:17) by pokonać Bełchatów, który miał nawet piłkę meczową. Na wynik mógł wpłynąć błąd sędziów, którzy w kluczowym momencie spotkania nie dostrzegli bloku po ataku Michała Winiarskiego (pokazały go powtórki telewizyjne).
Z budżetem mniejszym o 20%, i bez gwiazd takich jak Miguel Angel Falasca, Stephane Antiga, Bartosz Kurek drużyna przystąpiła do sezonu 2012/2013. Mariusz Wlazły przeszedł na przyjęcie. Ściągnięto m.in. Dejana Vincicia, Yosleydera Calę i Srećko Lisinaca (wypożyczony do AZS-u Częstochowa). Trofeami które zdobyto były Superpuchar Polski (pierwsza edycja) i brąz Klubowych Mistrzostw Świata. Dopiero 5. miejsce w lidze, odebrano jako porażkę. W fazie grupowej LM, Skra dwukrotnie pokonała Dynamo Moskwa, w I rundzie playoff uległa niestety Arkasowi Izmir.

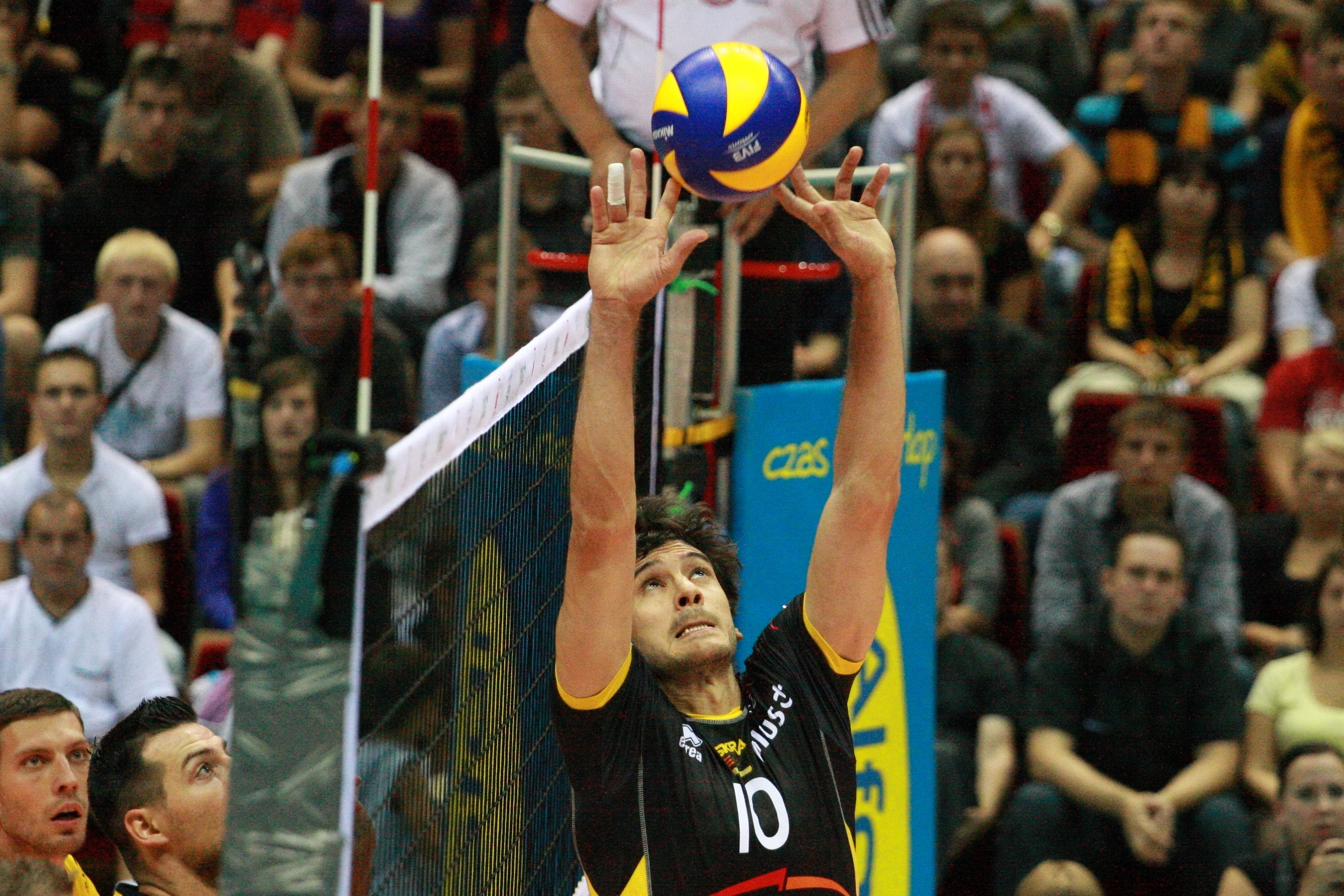
Miguel Angel Falasca, były zawodnik (2008-2012) i trener (2013-2016) Skry, zmarł tragicznie w 2019 roku.

Powrót Mariusza Wlazłego na atak, zmiana na stanowisku szkoleniowca, i gruntowna przebudowa zespołu – to zmiany jakie zaszły przed sezonem 2013/2014. Na ławce trenerskiej, Jacka Nawrockiego zastąpił wracający po epizodzie w Uralu Ufa Miguel Angel Falasca (debiut trenerski). Sprowadzono Facundo Conte, Nicolasa Uriarte. Wrócił także Stephane Antiga. Z zespołem pożegnali się m.in. Michał Winiarski, który wybrał lukratywną ofertę z Rosji, Aleksandar Atanasijević i Paweł Woicki. Skra odzyskała tytuł mistrzowski pokonując w finale, w trzech meczach Resovię. W półfinale Pucharu CEV uległa Guberni Niżny Nowogród. Po finałach Mistrzostw Polski, Paweł Zatorski ogłosił, że opuszcza drużynę. Jeszcze w trakcie trwania sezonu Antiga został selekcjonerem Reprezentacji Polski. Poprowadził on Polaków do złota Mistrzostw Świata 2014. Statuetkę MVP i najlepszego atakującego całej imprezy otrzymał Mariusz Wlazły.
Kolejny sezon, to brązowy medal Mistrzostw Polski, Superpuchar, 4. miejsce w Lidze Mistrzów. W drodze do finału rozgrywanego w Berlinie Skra wyeliminowała włoskich gigantów Cucine Lube Treia (tracąc tylko seta) oraz Sir Safety Perugia. W „polskim” półfinale uległa Resovii, a w meczu o 3. miejsce Berlin Recycling Volleys. Najlepszym przyjmującym turnieju wybrano Facundo Conte.
Rozgrywki 2015/2016 to brąz Mistrzostw Polski Puchar Polski, oraz porażka w dwumeczu z późniejszym triumfatorem rozgrywek Zenitem Kazań, w drugiej rundzie playoff LM. Pod koniec ligi, ze względu na konflikt w drużynie, zwolniono trenera Miguela Falascę, zastąpił go Philippe Blain.
Spore roszady w składzie nastąpiły przed sezonem 2016/2017. Odszedł m.in. jeden z liderów – Facundo Conte, zastąpić go mieli dwaj młodzi polscy przyjmujący Bartosz Bednorz i Artur Szalpuk. Wicemistrzostwo Polski, finał Pucharu Polski i 11. start w Lidze Mistrzów (porażka z Cucine Lube Civitanova w drugiej rundzie playoff) to krótkie podsumowanie tych rozgrywek.

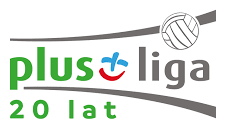
W plebiscycie z okazji 20-lecia PlusLigi, Mariusz Wlazły zwyciężył jako najlepszy siatkarz (z 44% głosów. Ponadto w „drużynie marzeń” 8. z 14. siatkarzy zaliczyło epizod w Skrze.

Z Roberto Piazzą u steru, Michałem Winiarskim jako asystentem (zakończył karierę), Miladem Ebadipourem, oraz Grzegorzem Łomaczem na rozegraniu (zastąpił Nicolasa Uriarte) zawodnicy Skry sięgnęli po 9. mistrzostwo w PlusLidze 2017/2018. Zajęli 4. miejsce w Klubowych Mistrzostwach Świata oraz ulegli Cucine Lube Civitanova w pierwszej rundzie playoff LM. Po sezonie ekipę opuścił Srećko Lisinac.
Kolejny rok, to najgorszy wynik od 16 lat – dopiero 6. pozycja w tabeli, ale też i zwycięstwo w Superpucharze Polski. W pucharach Skra ponownie uległa Cucine Lube Civitanova, tym razem w półfinale Ligi Mistrzów. Po sezonie następcą Roberto Piazzy został Michał Mieszko Gogol.
W rozgrywkach 2019/2020, zakończonych przedwcześnie z powodu pandemii koronawirusa, bełchatowianie z bilansem 17 zwycięstw i 7 porażek zajęli 3. miejsce. Medali nie przyznawano. Wywalczyli również awans do Turnieju Finałowego Pucharu Polski, który z powodu pandemii również został odwołany. Ikona klubu, Mariusz Wlazły ogłosił swoje odejście po 17 latach spędzonych w Bełchatowie. W okresie transferowym klub pozyskał m.in. Taylora Sandera. Amerykanin głównie jednak leczył kontuzję, a „zasłynął” przede wszystkim tym, że po przedłużeniu umowy o kolejny rok, nie stawił się już w klubie (zakończył karierę). Skra zmuszona była szukać zastępstwa w osobie doświadczonego Holendra z włoskim paszportem – Dicka Kooya. Latem 2021, trenera M.M. Gogola zastąpił Slobodan Kovač, który nie dotrwał na stanowisku do końca sezonu. Drużynę w ostatnich meczach poprowadził jego asystent Radosław Kolanek. Mimo nowych, znanych zawodników którzy „przewinęli” się przez skład, jak np. środkowi: Mateusz Bieniek, Norbert Huber, atakujący: Dušan Petković, Bartosz Filipiak, Aleksandar Atanasijević czy przyjmujący Robert Täht, Skra zajęła w sezonach 2020/2021 i 2021/2022 czwarte miejsce, ponosząc bolesne porażki w wyrównanych meczach o brąz, kolejno z Vervią Warszawa Orlen Paliwa 1:2, oraz Aluronem CMC Wartą Zawiercie 1:3. Oznaczało to brak kwalifikacji do rozgrywek Ligi Mistrzów.
Sezon 2022/2023 już na zawsze zapisał się w historii klubu z Bełchatowa, lecz w zdecydowanie negatywnym kontekście. To właśnie w tym sezonie PGE Skra zanotowała bezprecedensowe w dziejach klubu serie pięciu, a następnie ośmiu ligowych porażek z rzędu. Mimo tego, bełchatowianie byli bardzo blisko awansu do fazy play-off. Nie wywalczyli go jednak (choć wystarczyły do tego wygrane za pełną pulę w dwóch ostatnich kolejkach z AZS Olsztyn i LUK Lublin), co wydarzyło się pierwszy raz w historii występów klubu w PlusLidze. Na domiar złego sezon zakończył się porażką w dwumeczu o 11 miejsce z GKS Katowice, co było równoznaczne z zajęciem przez PGE Skrę 12. pozycji w Pluslidze. W trakcie sezonu doszło też do zmiany trenera. Joel Banks oraz Andrea Gardini, który zastąpił Anglika po kompromitującej porażce u siebie z Barkomem Każany Lwów (0:3), zostali odpowiednio piątym i szóstym szkoleniowcem drużyny w ciągu zaledwie 6 lat. Kulminacją było natomiast odejście z klubu Konrada Piechockiego, który z dniem 17 marca oficjalnie przestał pełnić funkcję prezesa zarządu PGE Skry Bełchatów. Jako pracownik klubu był związany ze Skrą od 1999 roku. Swoje odejście zapowiedział również środkowy bloku Karol Kłos, który spędził w klubie 13 lat. Im bliżej było końca sezonu, tym coraz częściej pojawiały się też niepokojące spekulacje na temat złej sytuacji finansowej klubu oraz możliwego wycofania się Skry z rozgrywek Plusligi. Co więcej, po odejściu Konrada Piechockiego w kasie klubu miało rzekomo znajdować się tylko 3 tysiące złotych. Ostatecznie jednak Skrze udało się porozumieć w sprawie zaległości płatniczych z zawodnikami oraz wyjść na finansową prostą dzięki nowej umowie sponsorskiej.
Przed kolejnym sezonem konieczna była całkowita przebudowa drużyny. Ze Skrą pożegnali się bowiem wszyscy zawodnicy reprezentujący jej barwy w sezonie 2022/2023, poza Grzegorzem Łomaczem oraz Jakubem Rybickim. W Skrze pozostał również szkoleniowiec – Andrea Gardini. Dyrektorem sportowym klubu został za to Jacek Pasiński – siatkarz Skry w latach 1997–2001. To przed nim postawiono zadanie zbudowania zespołu na sezon 2023/2024, którego celem, wobec niższego niż w ostatnich latach budżetu, miał być przede wszystkim awans do fazy play-off. Po podpisaniu nowej umowy sponsorskiej, zmieniającej nazwę klubu na PGE GiEK Skra Bełchatów, sternicy żółto-czarnych przystąpili do transferowej ofensywy. Zmiennikiem Grzegorza Łomacza na rozegraniu został wychowanek Skry – Wiktor Nowak. Formację przyjęcia wzmocnili: Bartłomiej Lipiński, Adrian Aciobăniței, Mateusz Mika oraz Pierre Derouillon, sprowadzony awaryjnie wobec kontuzji Miki, który zresztą jeszcze w trakcie sezonu odszedł z klubu. Na pozycji środkowego w nadchodzącym sezonie występować mieli: Bartłomiej Lemański, Mateusz Poręba, Łukasz Wiśniewski i Mateusz Nowak. Atak tworzyć mieli natomiast: dwukrotny mistrz świata Dawid Konarski oraz Przemysław Kupka. Na pozycję libero sprowadzono Benjamina Dieza oraz Kajetana Marka. Nowy zespół Skry nie zaczął sezonu 2023/2024 najlepiej, gdyż po pierwszych 9 meczach miał na koncie aż 6 porażek. W późniejszym czasie forma drużyny uległa jednak poprawie i przez większość rozgrywek Skra plasowała się w okolicach 8. miejsca, ostatniego gwarantującego udział w fazie play-off, lecz w ostatecznym rozrachunku żółto-czarni zajęli dziewiątą pozycję tracąc do ósmego AZS-u Olsztyn 3 punkty. O niepowodzeniu w osiągnięciu celu, jakim była kwalifikacja do play-off, zdecydować mogły w szczególności dotkliwe porażki ze Ślepskiem Malow Suwałki (1:3 u siebie i 2:3 na wyjeździe) oraz beniaminkiem – Norwidem Częstochowa (1:3 na wyjeździe). Skra nie była również w stanie przeciwstawić się najlepszym drużynom ligi i w zdecydowanej większości takich starć nie potrafiła wywalczyć choćby jednego punktu. W dwumeczu o 9. miejsce Skra zmierzyła się natomiast z ZAKSĄ Kędzierzyn-Koźle i po wygranej 3:1 na wyjeździe oraz porażce 2:3 u siebie wyszła z tej rywalizacji zwycięsko.
Włodarze bełchatowskiego klubu zdawali sobie sprawę, że przed kolejnym sezonem należało dokonać znaczących wzmocnień, aby tym razem zakwalifikować się do fazy play-off oraz podjąć w niej równorzędną walkę. Budowę rozpoczęto od trenera, którym został Gheorghe Crețu. Zatrudnienie rumuńskiego szkoleniowca miało być poważnym krokiem ku powrotowi Skry na szczyt Plusligi. Pierwszym zadaniem nowego trenera było skompletowanie kadry na sezon 2024/2025, której celem był awans do najlepszej ósemki ligi oraz walka o miejsce premiowane grą w europejskich pucharach. W Skrze pozostał duet rozgrywających: Grzegorz Łomacz i Wiktor Nowak, środkowi: Bartłomiej Lemański, Łukasz Wiśniewski i Mateusz Nowak, a także libero Kajetan Marek. Całkowitej wymianie uległa za to linia przyjęcia, którą mieli tworzyć: Miran Kujundžić, Pavle Perić, Žiga Štern oraz David Dinculescu. W miejsce odchodzącego Mateusza Poręby sprowadzono Michała Szalachę. Część decyzji personalnych wzbudziła jednak kontrowersje. Koncepcja składu przedstawiona przez nowego trenera wymusiła na włodarzach Skry rezygnację z Dawida Konarskiego oraz Benjamina Dieza, z którym w trakcie sezonu nawet przedłużono umowę, lecz ostatecznie ją rozwiązano. Nowym podstawowym atakującym został bowiem Irańczyk Amin Esmaeilnezhad, a to oznaczało konieczność obsadzenia pozycji libero zawodnikiem krajowym. Skra postawiła w takim przypadku na Rafała Buszka – nominalnego przyjmującego, który na sezon 2024/2025 postanowił zmienić pozycję. Żółto-czarni rozpoczęli rozgrywki obiecująco wygrywając 4 z pierwszych 5 meczów. W późniejszym czasie podopieczni trenera Cretu nie zachwycali grą, lecz unikali wpadek i spokojnie utrzymywali pozycję w czołowej ósemce Plusligi. Niewiele też zabrakło, aby Skra zakwalifikowała się do ćwierćfinału Pucharu Polski, lecz niestety w decydującym meczu uległa u siebie Norwidowi Częstochowa (1:3). Początek 2025 roku przyniósł aż trzy porażki z rzędu, po których, według medialnych doniesień, posada rumuńskiego szkoleniowca Skry wisiała na włosku. Bełchatowianie wzięli się jednak w garść i wygrali pięć następnych spotkań, w tym z Jastrzębskim Węglem (3:1) oraz Aluronem CMC Wartą Zawiercie (3:1), dzięki czemu na 3 kolejki przed zakończeniem fazy zasadniczej zapewnili sobie udział w play-off. W ćwierćfinale mistrzostw Polski rywalem Skry był zespół PGE Projekt Warszawa, z którym żółto-czarni przegrali w fazie zasadniczej dwukrotnie (2:3 na wyjeździe, 1:3 u siebie). Rywalizacja była bardzo zacięta, a o jej rozstrzygnięciu zdecydowały detale, lecz to warszawska drużyna okazała się lepsza wygrywając 3:0 w Warszawie (25-23, 25-23, 27-25) oraz 3:2 w Bełchatowie (19-25, 25-19, 18-25, 25-20, 21-23). Tym samym Skra musiała zadowolić się 7 miejscem w sezonie 2024/2025, co i tak było jej najlepszym rezultatem od trzech lat.

## Najwięksi rywale

### Rywalizacja zAsseco Resovią

#### Ogółem
Po raz pierwszy, obie drużyny zmierzyły się ze sobą, w I lidze serii B w sezonie 2000/2001. Brak danych co do spotkań w rundzie zasadniczej. Górą w playoffach byli bełchatowianie, którzy wygrali w pięciu meczach.
| PlusLiga           |                        |     |      |                               |
| Finał              | 2009, 2014             | 2:1 | 2012 | [ 173 ]                       |
| III miejsce        | –                      | –   | –    | –                             |
| Półfinał           | 2010, 2017             | 2:0 | –    | [ 174 ] [ 175 ]               |
| Ćwierćfinał        | 2005, 2021             | 2:1 | 2013 | [ 176 ] [ 177 ] [ 178 ]       |
| Puchar Polski      |                        |     |      |                               |
| Finał              | –                      | –   | –    | –                             |
| Półfinał           | 2009, 2011, 2012, 2016 | 4:0 | –    | [ 179 ] [ 82 ] [ 89 ] [ 180 ] |
| Ćwierćfinał        | 2018                   | 1:1 | 2010 | [ 181 ] [ 182 ]               |
| Superpuchar Polski |                        |     |      |                               |
| Finał              | 2012                   | 1:0 | –    | [ 183 ]                       |

#### PlusLiga
Resovia dołączyła do PlusLigi (ówczesny PLS) trzy lata po Skrze, a nastąpiło to w 2004 roku. Od początku tych zmagań, Skra zanotowała serię aż 20 kolejnych zwycięstw nad ekipą z Rzeszowa, w ciągu pierwszych sześciu lat rywalizacji. Aż 15 z nich kończyło się wynikiem 3:0. Na pierwsze, wyjazdowe zwycięstwo, ekipa z województwa podkarpackiego musiała czekać jeszcze dłużej, bo aż osiem lat.
| Mecze | Zwycięstwa Skry | Zwycięstwa Resovii | Sety     | Źródło | Uwagi       |
| ----- | --------------- | ------------------ | -------- | ------ | ----------- |
| 65    | 45              | 20                 | 158 – 90 |        | [ d ] [ e ] |

#### Siatkarze
Wielu zawodników, grało w obu klubach. Pierwszym „resoviakiem”, w barwach Skry był Zbigniew Zieliński (sezon 2001/2002). Kolejnym był Paweł Woicki (lata 2010–2013). Pierwszy w 2007 roku odwrotną drogę przebył Krzysztof Ignaczak (który później został nawet prezesem tego klubu). Kolejni byli Dawid Gunia i Maciej Dobrowolski. Pozostali gracze, z przeszłością w obu ekipach to Nicolas Marechal, Maciej Muzaj, Paweł Zatorski, Jakub Kochanowski, Nikołaj Penczew, Marcin Możdżonek, Bartosz Kurek, Robert Täht. Warto, wymienić też nazwisko Piotra Gruszki, byłego zawodnika Skry, a później trenera Asseco Resovii.

### Rywalizacja zJastrzębskim Węglem

#### Ogółem
Po raz pierwszy, oba zespoły zagrały ze sobą w Ekstraklasie w 3. kolejce sezonu 1999/2000. 3:1 wygrali bełchatowianie, doznali jednak porażki w meczu rewanżowym.
Skra legitymowała się bardzo dobrym ligowym bilansem meczów z Jastrzębskim Węglem (47-19) do czasu zadziwiającej serii 14 porażek z rzędu w PlusLidze w latach 2017–2022. W tym okresie nie mogło „osłodzić” tego nawet zwycięstwo nad nimi w półfinale Superpucharu Polski 2020 rozgrywanego w Arłamowie.
| PlusLiga           |                        |     |      |                        |
| Finał              | 2006, 2007, 2010       | 3:0 | –    | [ 187 ]                |
| III miejsce        | 2002, 2015             | 2:0 | –    | [ 187 ]                |
| Półfinał           | 2005, 2009, 2012, 2014 | 4:1 | 2022 | [ 187 ] [ 191 ]        |
| Ćwierćfinał        | –                      | 0:1 | 2019 | [ 192 ]                |
| Puchar Polski      |                        |     |      |                        |
| Finał              | 2012                   | 1:0 | –    | [ 193 ]                |
| Półfinał           | 2006, 2007, 2008       | 3:0 | –    | [ 51 ] [ 194 ] [ 195 ] |
| Ćwierćfinał        | 2009                   | 1:1 | 2013 | [ 196 ] [ 197 ]        |
| Superpuchar Polski |                        |     |      |                        |
| Finał              | –                      | –   | –    | –                      |

#### PlusLiga
| Mecze | Zwycięstwa Skry | Zwycięstwa Jastrzębskiego Węgla | Sety      | Źródło | Uwagi       |
| ----- | --------------- | ------------------------------- | --------- | ------ | ----------- |
| 82    | 49              | 33                              | 185 – 141 |        | [ d ] [ e ] |

### Rywalizacja zZAKSĄ

#### Ogółem
Początek tej rywalizacji przypada na szczyt dominacji ówczesnego Mostostalu (2000 – 2003). Nie powinno więc dziwić to, że bełchatowianie mieli spory problem z pokonaniem utytułowanych rywali. Z czasem sytuacja uległa zmianie – to Skra zaczęła dominować w lidze (2005 – 2011). Kędzierzynianie zaś na kilka lat popadli w przeciętność (2005 – 2008).
| PlusLiga           |            |     |            |                         |
| Finał              | 2011, 2018 | 2:1 | 2017       | [ 201 ] [ 202 ] [ 203 ] |
| III miejsce        | –          | –   | –          | –                       |
| Półfinał           | –          | 0:2 | 2002, 2021 | [ 34 ] [ 178 ]          |
| Ćwierćfinał        | 2015       | 1:0 | –          | [ 204 ]                 |
| Puchar Polski      |            |     |            |                         |
| Finał              | 2011, 2016 | 2:1 | 2017       | [ 82 ] [ 202 ]          |
| Półfinał           | 2005       | 1:0 | –          | [ 48 ]                  |
| Ćwierćfinał        | 2007, 2008 | 2:0 | –          | [ 194 ] [ 195 ]         |
| Superpuchar Polski |            |     |            |                         |
| Finał              | 2014, 2017 | 2:1 | 2020       | [ 205 ] [ 206 ]         |

#### PlusLiga
| Mecze | Zwycięstwa Skry | Zwycięstwa ZAKSY | Sety      | Źródło | Uwagi       |
| ----- | --------------- | ---------------- | --------- | ------ | ----------- |
| 62    | 33              | 29               | 127 – 114 |        | [ d ] [ e ] |

### Rywalizacja zAZS Olsztyn(historyczna)

#### Ogółem
| PlusLiga           |                  |     |      |                        |
| Finał              | 2005             | 1:0 | –    | [ 176 ]                |
| III miejsce        | –                | –   | –    | –                      |
| Półfinał           | 2006, 2008       | 2:1 | 2004 | [ 43 ] [ 207 ] [ 208 ] |
| Ćwierćfinał        | 2022             | 1:0 | –    | [ 209 ]                |
| Puchar Polski      |                  |     |      |                        |
| Finał              | 2005, 2007, 2009 | 3:0 | –    | [ 48 ] [ 194 ] [ 179 ] |
| Półfinał           | –                | –   | –    | –                      |
| Ćwierćfinał        | 2020             | 1:0 | –    | [ 210 ]                |
| Superpuchar Polski |                  |     |      |                        |
| Finał              | –                | –   | –    | –                      |

#### PlusLiga
| Mecze | Zwycięstwa Skry | Zwycięstwa AZS Olsztyn | Sety     | Źródło | Uwagi       |
| ----- | --------------- | ---------------------- | -------- | ------ | ----------- |
| 65    | 45              | 20                     | 155 – 96 |        | [ d ] [ e ] |

### Rywalizacja zAZS Częstochowa(historyczna)

#### Ogółem
Już w historycznym, pierwszym meczu Bełchatowa w ekstraklasie, obie drużyny stanęły naprzeciw siebie. Górą byli częstochowianie, którzy wygrali 3:0
| PlusLiga           |      |     |      |         |
| Finał              | 2008 | 1:0 | –    | [ 208 ] |
| III miejsce        | –    | 0:1 | 2004 | [ 43 ]  |
| Półfinał           | 2007 | 1:0 | –    | [ 211 ] |
| Ćwierćfinał        | 2011 | 1:0 | –    | [ 81 ]  |
| Puchar Polski      |      |     |      |         |
| Finał              | 2006 | 1:0 | –    | [ 51 ]  |
| Półfinał           | –    | –   | –    | –       |
| Ćwierćfinał        | –    | –   | –    | –       |
| Superpuchar Polski |      |     |      |         |
| Finał              | –    | –   | –    | –       |

#### PlusLiga
| Mecze | Zwycięstwa Skry | Zwycięstwa AZS Częstochowa | Sety     | Źródło | Uwagi       |
| ----- | --------------- | -------------------------- | -------- | ------ | ----------- |
| 48    | 40              | 8                          | 130 – 56 |        | [ d ] [ e ] |

## Symbole klubu

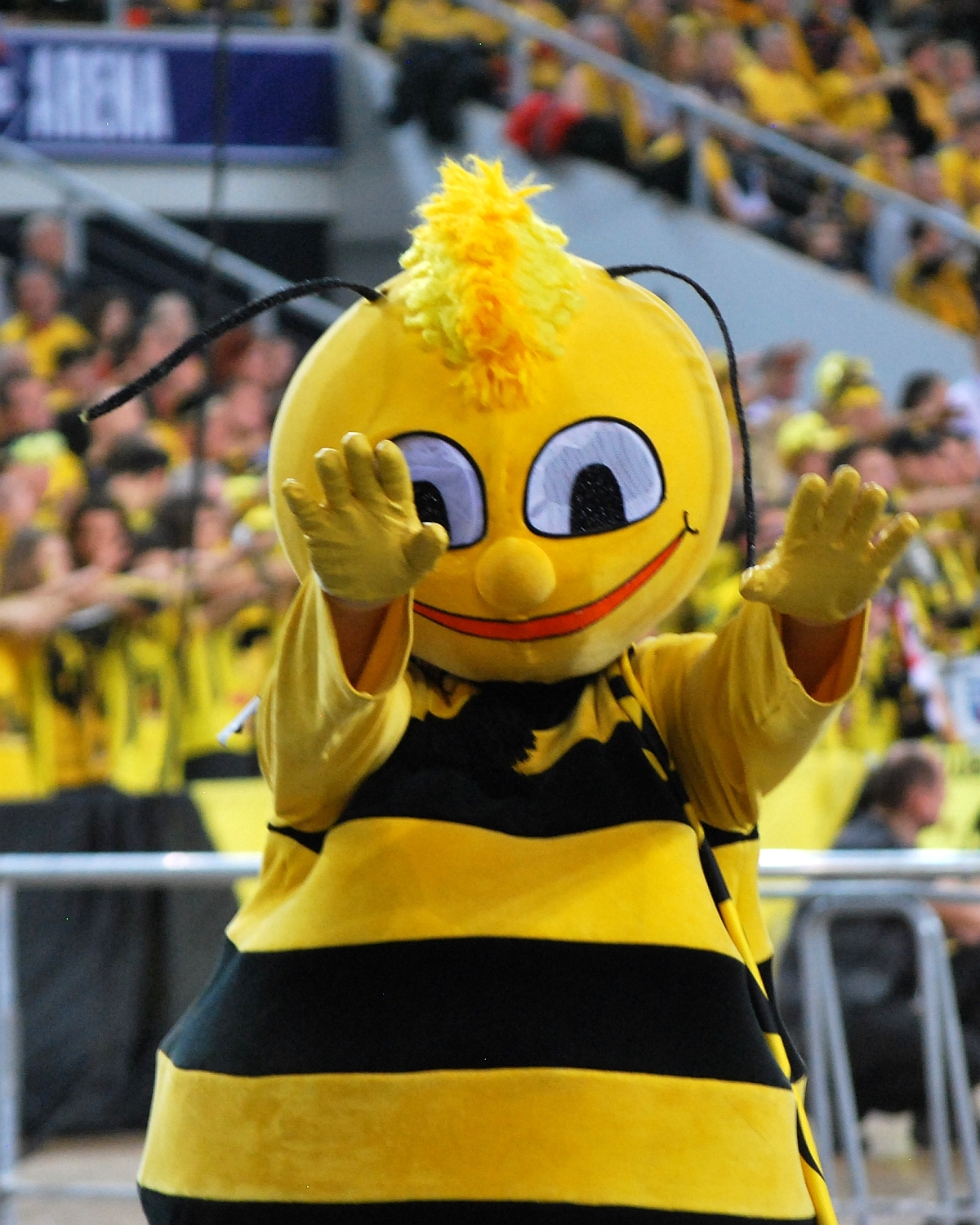
Pszczoła jest maskotką klubu.

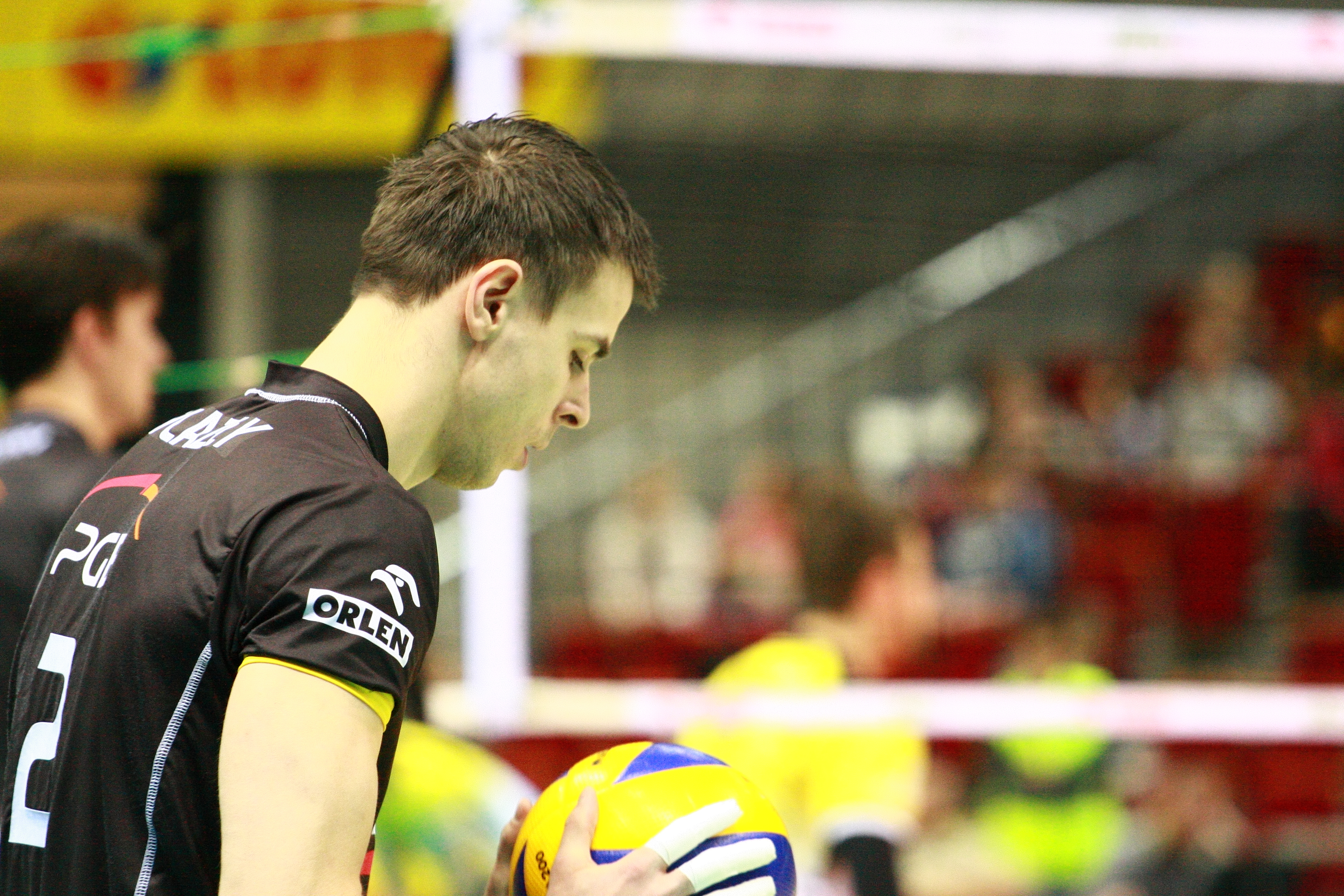
Mariusz Wlazły spędził w klubie 17 lat, zdobywając 9 Mistrzostw Polski, 7 Pucharów Polski, 4 Superpuchary Polski oraz po 3 medale Ligi Mistrzów i Klubowych Mistrzostw Świata.

### Barwy
Tradycyjne barwy klubowe zawierają kolory: żółty i czarny.

### Logo
Obecne logo jest używane od sezonu 2010/2011. Zostało zaprojektowane przez Ludwika Berezowskiego i zastąpiło stary znak z 2004 roku. Autor, absolwent Paryskiej Akademii Sztuk Pięknych, pracował wcześniej dla takich marek jak Louis Vuitton czy Citroen. Jest to trzeci logotyp w historii klubu. Posiada dwie wersje: podstawową – żółtą, oraz czarną. Znajduje się m.in. na koszulkach siatkarzy, bandach reklamowych, karnetach, oraz gadżetach i materiałach klubowych.

### Hymn
Nikt nie będzie sam,
Wielka moc jest w nas!
Pasja to nasz znak,
To nasz klub, nasz świat!
Kto jest mistrzem, mistrzem?
Tylko Skra! (x4)
Z gardeł krzyk do gwiazd,
Polska wie, kto gra.
Z krótkiej strzał jak flesz!
Tie break nasz, set, mecz!
Kto jest mistrzem, mistrzem?
Tylko Skra! (x13)

23 stycznia 2013, przed meczem siatkarskiej Ligi Mistrzów z Arkasem Izmir, zaprezentowano pierwszy w historii oficjalny hymn klubu. Słowa napisał Jacek Cygan, muzykę – Robert Janson. Dawniej rolę nieoficjalnego hymnu pełniła piosenka zespołu Lady Pank – „Zawsze tam, gdzie ty”, a także utwór rapera Piotra „Stroju” Strożka.

### Stroje
Przez lata dominacji w Pluslidze partnerem technicznym Skry Bełchatów była włoska Errea, a następnie francuska Hungaria Sport. Na sezon 2012/2013 przygotowano biały komplet, który zastąpił żółty w meczach LM. Rok później siatkarze Skry występowali w koszulkach na których znajdowały się podobizny ich twarzy. Był to pierwszy przypadek zastosowania tego pomysłu wśród drużyn sportowych. Ponadto na koszulkach nie było koloru żółtego, zastąpił go biały uzupełniony złotymi wykończeniami.
W latach 2018–2024 siatkarze Skry występowali w strojach dostarczanych przez hiszpańską firmę Joma. Od sezonu 2024/2025 partnerem technicznym klubu z Bełchatowa jest polski producent odzieży sportowej – 4F.
| domowy, 2009/10 | domowy, 2010/11, 2011/12 | wyjazdowy, 2009/10, 2010/11, 2011/12 | domowy, 2012/13 | wyjazdowy, 2012/13 | alternatywny (LM), 2012/13 | domowy, 2013/14 |

| wyjazdowy, 2013/14 | domowy, 2014/15 | wyjazdowy, 2014/15 | domowy, 2015/16 | wyjazdowy, 2015/16 | domowy (LM), 2015/16 | wyjazdowy (LM), 2015/16 | domowy, 2016/17 | wyjazdowy, 2016/17 | domowy (LM), 2016/17 |

| wyjazdowy (LM), 2016/17 |

- Adnotacja[i]:

## Hale

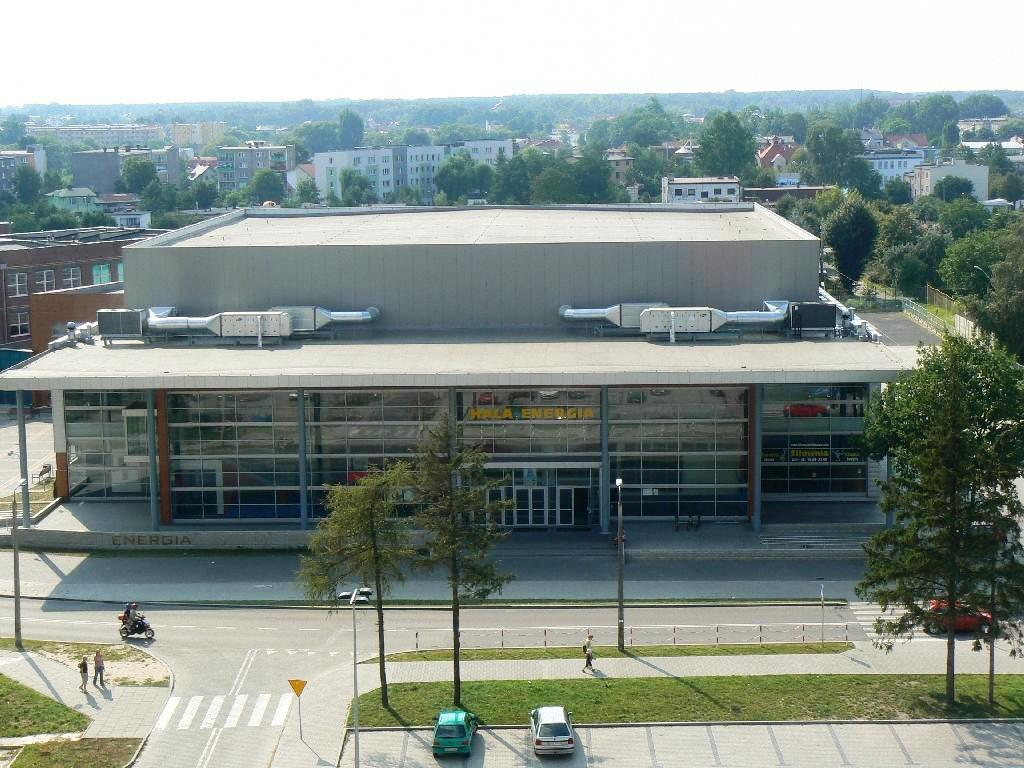
Hala „Energia” im. Edwarda Najgebauera.

### Hala „Energia”
W 1999 r., bełchatowianie przenieśli się z sali Szkoły Podstawowej nr 13 na osiedlu Przytorze, do hali widowiskowo-sportowej KWB Bełchatów. Od 14 sierpnia 2006 rozgrywają ligowe mecze w Hali „Energia” im. Edwarda Najgebauera, przy ul. Dąbrowskiego 11. Oddana wówczas do użytku, była jedną z najnowocześniejszych w kraju. Koszt budowy wyniósł 18 milionów złotych, po połowie sfinansowały go miasto i elektrownia. Dzięki temu do 2021 r., klub mógł bezpłatnie użytkować obiekt. Trybuny hali mogą pomieścić do 2700 widzów. Cały obiekt jest klimatyzowany. Na co dzień, oprócz siatkarzy, korzystają z niego uczniowie Szkoły Podstawowej nr 1, z którą hala sąsiaduje. Budynek spełnia standardy CEV i można w nim rozgrywać mecze europejskich pucharów. Planowana jest rozbudowa, w celu zwiększenia pojemności trybun o dodatkowe kilkaset miejsc. 20 listopada 2016, rewanżowy mecz eliminacji Ligi Mistrzów z PAOK Saloniki, rozegrano w Wieluniu, ponieważ hala Energia gościła 20. Uliczny Bieg „Bełchatowska Piętnastka”.

### Atlas Arena
W 2008 roku, Skra podjęła się organizacji turnieju finałowego Ligi Mistrzów. Odbył się w hali MOSiR przy ul. Skorupki w Łodzi. W grudniu 2009 po raz pierwszy zagrała w łódzkiej Atlas Arenie (otwarto ją pół roku wcześniej). Rywalem była drużyna Radnicki Kragujevac. W 2010 i 2012 roku Skra zorganizowała w niej kolejne turnieje Final Four. W Atlas Arenie regularnie rozgrywa mecze Ligi Mistrzów, wyjątkiem są spotkania z rywalami mniej atrakcyjnymi dla kibiców, rozgrywane w bełchatowskiej Hali „Energia”. W sezonie 2009/2010 pobito rekord frekwencji rozgrywek. Trzy spotkania fazy grupowej obejrzało w Łodzi łącznie 33,5 tys. kibiców, dla porównania spotkania drugiej w rankingu Resovii 12,6 tys.
Kolejny rekord pobito 30 listopada 2014 podczas wygranego 3:0 meczu „na szczycie” z Resovią. Na trybunach łódzkiej Atlas Areny zasiadło 12,5 tys. widzów, ustanawiając tym samym nowy rekord frekwencji dla meczu PlusLigi, a także dla meczu siatkówki rozgrywanego w Europie. Poza tym, był to pierwszy w historii klubu, mecz ligowy w którym występował jako gospodarz poza macierzystym miastem.

## Znaczenie klubu
W ostatnim czasie dominuje PGE Skra Bełchatów. W przeciwieństwie do innych naszych zazdrośników ja im zazdroszczę pozytywnie. Oni wzięli przykłady z dobrze zorganizowanych klubów i wprowadzili w życie. My w kraju jesteśmy znani z tego, że mówimy że coś zrobimy i na tym poprzestajemy. W Skrze wprowadzili wiele dobrych rzeczy w życie. Nie zmarnowali pieniędzy, które otrzymali od sponsora. Bełchatowski klub jest doskonale zorganizowany i jak miałbym komuś powierzyć swoje pieniądze do zainwestowania, to przekazałbym właśnie im.

### Dominacja w latach 2005–2011
W latach 2005–2011 bełchatowianie siedem razy z rzędu wygrali PlusLigę. We wspomnianym okresie, pięciokrotnie zdobywali też Puchar Polski (lata 2005–2007 oraz 2009, 2011). W 2012, zdobyli szósty już Puchar Polski, wystąpili także po raz ósmy z rzędu w finale ligi, ale ulegli w nim Resovii, która zakończyła ich hegemonię na krajowych parkietach.

Sukcesy Skry w Polsce robią wrażenie: od sezonu 2004/[200]5, gdy pierwszy raz zdobyli mistrzostwo Polski, zwyciężyli w 13 z 15 edycji PlusLigi i Pucharu Polski! W Europie równać się może z nimi jedynie VfB Friedrichshafen, które zwyciężyło w niemieckiej ekstraklasie już siedem razy z rzędu. Jednak słabiej wypada w Pucharze Niemiec – nie zdobyło tego trofeum już trzykrotnie, podczas gdy bełchatowianie nie wygrywali PP tylko w 2008 i 2010 roku. W innych europejskich ligach nie ma nikogo, kto mógłby równać się ze Skrą pod względem wyników.

Sukces PGE Skry w Rosji świadczy także o długoterminowej i mądrej polityce prowadzenia klubu i pozyskiwania zawodników. Do Bełchatowa na dłużej trafiają siatkarze – niekoniecznie najlepsi z najlepszych – ale na pewno tacy, którzy pasują do drużyny charakterem i umiejętnościami. Czasami działacze rezygnowali z wielkich nazwisk, gdy uznawali, że dany zawodnik – mimo posiadania dużych możliwości – nie wkomponuje się w zespół. Czapka z głowy przed prezesem Konradem Piechockim, bo PGE Skra od lat pokazuje, że pieniądze można wydawać mądrze, nie szastając nimi na lewo i prawo.

### Gospodarz turniejów Final Four Ligi Mistrzów
Bełchatowianie, trzykrotnie, w Łodzi (2008, 2010, 2012) byli gospodarzami turnieju finałowego Ligi Mistrzów. Za prawo organizacji dwóch pierwszych edycji, musieli każdorazowo, uiścić standardową opłatę na rzecz CEV-u, w wysokości 200 tys. euro. Ze względu na niespotykane gdzie indziej zainteresowanie kibiców oraz ustanawiane rekordy frekwencji na meczach, CEV w 2012 roku, zaoferował klubowi przyznanie kolejnej takiej imprezy, za zaledwie 50 tys. euro. Szefowie federacji, nazwali też Łódź: „Europejską Mekką siatkówki”.

### Marka regionalna
Skra Bełchatów została uznana za najlepiej zorganizowany klub sportowy w Polsce, co miało miejsce podczas gali Nagród Biznesu Sportowego DEMES 2009, a w 2012 roku za najlepszą organizację sportową.

Województwo łódzkie jest partnerem klubu od 2012 roku.

W 2013, klub otrzymał dofinansowanie ze środków unijnych, w celu realizacji programu „PGE Skra Bełchatów sportową perłą województwa łódzkiego”. Będąc wizytówką regionu bełchatowskiego i całego województwa, Skra zobowiązała się do jego formalnej promocji m.in. poprzez organizowanie akcji promocyjnych, edukacyjnych i branżowych na terenie Polski i Europy, a także poprzez rozdawanie gadżetów i broszur promujących Skrę i region podczas wyjazdowych meczów w europejskich pucharach. Klub podjął się również organizacji konferencji tematycznych poświęconych: marketingowi, współpracy z samorządem, mediami oraz sponsorami. Jednocześnie kreując markę „PGE Skry” jako czołowego siatkarskiego klubu na „Starym Kontynencie”. W sezonach 2012/2013 i 2013/2014 na strojach siatkarzy znajdował się herb województwa łódzkiego. Ponadto umieszczono go także na płycie boiska.

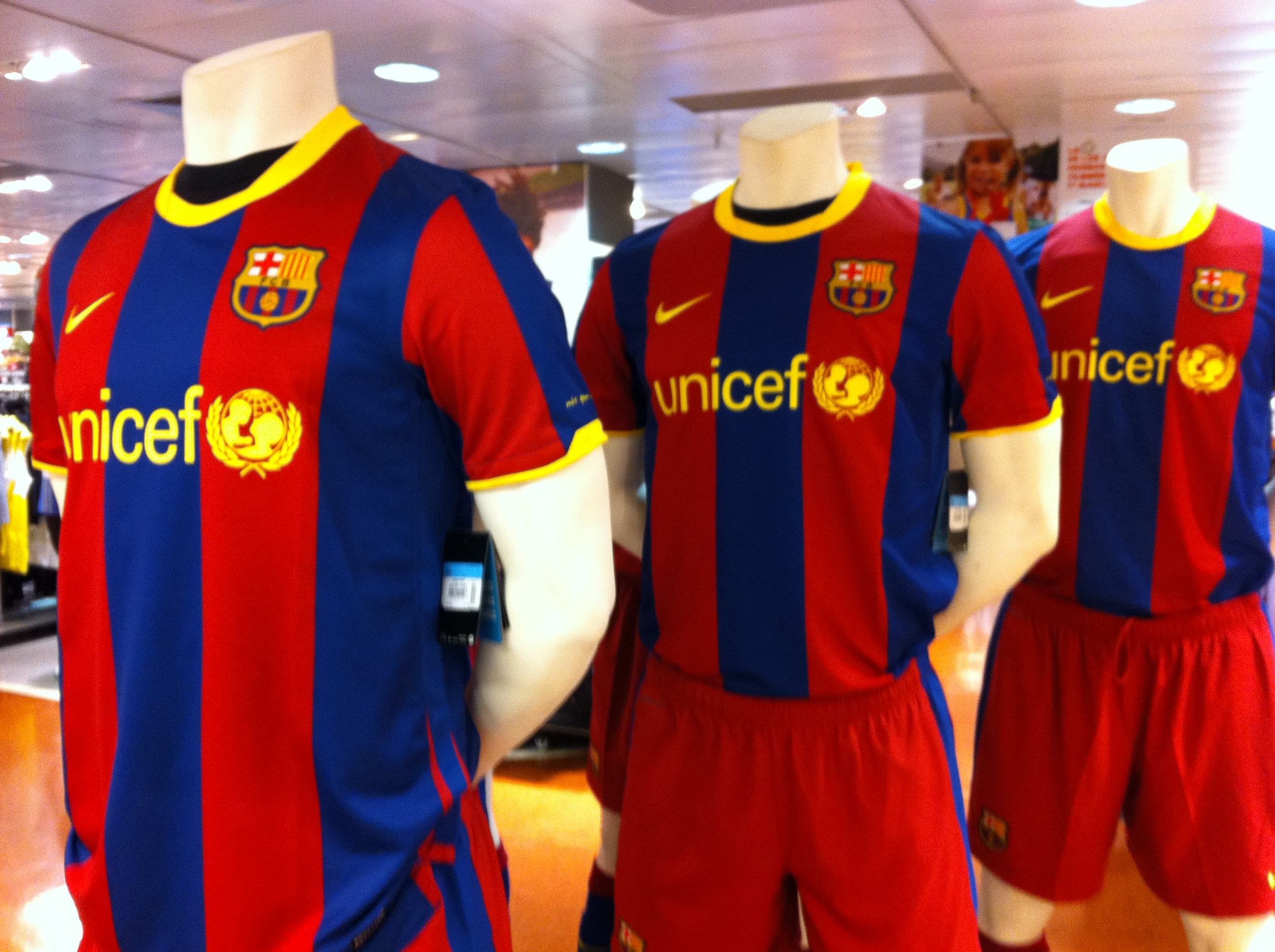
PGE Skra tak jak FC Barcelona jest oficjalnym ambasadorem UNICEF.

W 2015 Europejska Konfederacja Piłki Siatkowej (CEV) przyznała klubowi nagrodę „Best Press Award” za najlepsze biuro prasowe. Wcześniej czterokrotnie wyróżniono go drugim miejscem.

### Współpraca z UNICEF
Od 2012, jako pierwszy klub siatkarski na świecie, czwarty sportowy w ogóle, a pierwszy (i jedyny) polski, współpracuje z UNICEF. Oprócz niego sportowymi partnerami organizacji są m.in. kluby piłkarskie: FC Barcelona, Manchester United, Rangers FC oraz Olympiakos Pireus.

### Fani
Przychodzi na nasz mecz 5000 ludzi, z czego 4000 to kibice Skry, a garstka jest za nami (...). A do tego, że w naszej hali bardziej kibicują Bełchatowowi, zdążyliśmy się już przyzwyczaić. Za każdym razem, kiedy Skra przyjeżdża, mają głośniejszy doping (...) niż my.

Od 24 czerwca 2010 roku Skra posiada swój oficjalny profil na Facebooku. W grudniu 2013 liczba fanów przekroczyła 100 tys., co sprawiło, że była najpopularniejszym klubem siatkarskim na świecie, który był obecny na tym serwisie społecznościowym. Z kolei na początku 2015 roku, Resovia jako pierwsza przekroczyła liczbę 150 tys. polubień (przy 135 tys. Skry). Bełchatowska ekipa, jest obecnie druga wśród klubów siatkarskich, ustępując jedynie Resovii. W klasyfikacji ogólnopolskiej, dla wszystkich dyscyplin sportu, zajmuje 9. miejsce (stan na kwiecień 2020). Jednocześnie, bełchatowski klub od lat jest najpopularniejszą drużyną sportową w województwie łódzkim. Posiada także, cieszące się dużym zainteresowaniem, profile w serwisach Twitter i Instagram.

Podczas meczów AZS Politechnika Warszawska – PGE Skra Bełchatów publiczność od lat jest za bełchatowianami. To (...) na pewno nie pomaga naszym zawodnikom.

Ma wielu sympatyków w Łodzi, a także w Warszawie. Jak dotąd, grając w stolicy, Skra mogła liczyć na wsparcie większości kibiców, w meczach z miejscową AZS Politechniką Warszawską. Mecze tych drużyn, ze względu na liczną widownię, rozgrywa się przeważnie na Torwarze.
Także w innych polskich miastach, odnotowuje się zwiększone zainteresowanie, towarzyszące meczom lokalnych ekip ze Skrą. Jak również dopingowanie w nich drużyny przyjezdnych.
Od 2011, w Bełchatowie organizowany jest Ogólnopolski Zlot Kibiców PGE Skry. Od 2013 roku jest częścią trzydniowego Siatkarskiego Weekendu Mocy. Gromadzi on kibiców z całego kraju. Główne punkty to: prezentacja drużyny, mecz pokazowy oraz koncert. Dotychczas Skra mierzyła się z BBSK Stambuł, Arkasem Izmir, Polonią Londyn oraz Legią Warszawa. Wystąpili też następujący artyści: Mrozu, Pectus, Afromental, Video, Future Folk, Sławomir oraz Smolasty.
Klub ma także licznych fanów wśród Polaków mieszkających w Wielkiej Brytanii, Francji, czy Belgii.

## Bilans sezon po sezonie

### Przed powstaniem ligi profesjonalnej
| Nr.       | Sezon/Okres | Rozgrywki ligowe | Rozgrywki ligowe | Rozgrywki ligowe | Rozgrywki ligowe | Rozgrywki ligowe | Rozgrywki ligowe | Rozgrywki ligowe | Rozgrywki ligowe | Rozgrywki ligowe | Rozgrywki ligowe | Rozgrywki ligowe | Rozgrywki ligowe | Rozgrywki ligowe | Rozgrywki ligowe | Rozgrywki ligowe | Rozgrywki ligowe | Rozgrywki ligowe | Puchar Polski | Puchar Polski | Puchar Polski | Puchar Polski | Puchar Polski |             |
| Nr.       | Sezon/Okres | Poziom ligowy    | Wynik            | Faza zasadnicza  | Faza zasadnicza  | Faza zasadnicza  | Faza zasadnicza  | Faza zasadnicza  | Faza zasadnicza  | Faza playoff     | Faza playoff     | Faza playoff     | Faza playoff     | Faza playoff     | Ogółem           | Ogółem           | Ogółem           | Ogółem           | Puchar Polski | Puchar Polski | Puchar Polski | Puchar Polski | Puchar Polski |             |
| Nr.       | Sezon/Okres | Poziom ligowy    | Wynik            | Mj               | Pkt.             | M                | W                | P                | %                | Serie            | M                | W                | P                | %                | M                | W                | P                | %                | Wynik         | M             | W             | P             | %             |             |
| --------- | ----------- | ---------------- | ---------------- | ---------------- | ---------------- | ---------------- | ---------------- | ---------------- | ---------------- | ---------------- | ---------------- | ---------------- | ---------------- | ---------------- | ---------------- | ---------------- | ---------------- | ---------------- | ------------- | ------------- | ------------- | ------------- | ------------- | ----------- |
| 1. – 18.  | 1957 – 1975 | bd               | bd               | bd               | Brak danych      | Brak danych      | Brak danych      | Brak danych      | Brak danych      | Brak danych      | Brak danych      | Brak danych      | Brak danych      | Brak danych      | Brak danych      | Brak danych      | Brak danych      | Brak danych      | Brak danych   | Brak danych   | Brak danych   | Brak danych   | Brak danych   | Brak danych |
| 19.       | 1975/1976   | III liga         | bd               | bd               | Brak danych      | Brak danych      | Brak danych      | Brak danych      | Brak danych      | Brak danych      | Brak danych      | Brak danych      | Brak danych      | Brak danych      | Brak danych      | Brak danych      | Brak danych      | Brak danych      | Brak danych   | Brak danych   | Brak danych   | Brak danych   | Brak danych   | Brak danych |
| 20. – 27. | 1976 – 1984 | ?                | bd               | bd               | Brak danych      | Brak danych      | Brak danych      | Brak danych      | Brak danych      | Brak danych      | Brak danych      | Brak danych      | Brak danych      | Brak danych      | Brak danych      | Brak danych      | Brak danych      | Brak danych      | Brak danych   | Brak danych   | Brak danych   | Brak danych   | Brak danych   | Brak danych |
| 28.       | 1984/1985   | III liga         | bd               | 1                | Brak danych      | Brak danych      | Brak danych      | Brak danych      | Brak danych      | Brak danych      | Brak danych      | Brak danych      | Brak danych      | Brak danych      | Brak danych      | Brak danych      | Brak danych      | Brak danych      | Brak danych   | Brak danych   | Brak danych   | Brak danych   | Brak danych   | Brak danych |
| 29.       | 1985/1986   | III liga         | bd               | bd               | Brak danych      | Brak danych      | Brak danych      | Brak danych      | Brak danych      | Brak danych      | Brak danych      | Brak danych      | Brak danych      | Brak danych      | Brak danych      | Brak danych      | Brak danych      | Brak danych      | Brak danych   | Brak danych   | Brak danych   | Brak danych   | Brak danych   | Brak danych |
| 30.       | 1986/1987   | III liga         | bd               | bd               | Brak danych      | Brak danych      | Brak danych      | Brak danych      | Brak danych      | Brak danych      | Brak danych      | Brak danych      | Brak danych      | Brak danych      | Brak danych      | Brak danych      | Brak danych      | Brak danych      | Brak danych   | Brak danych   | Brak danych   | Brak danych   | Brak danych   | Brak danych |
| 31.       | 1987/1988   | III liga         | bd               | bd               | Brak danych      | Brak danych      | Brak danych      | Brak danych      | Brak danych      | Brak danych      | Brak danych      | Brak danych      | Brak danych      | Brak danych      | Brak danych      | Brak danych      | Brak danych      | Brak danych      | Brak danych   | Brak danych   | Brak danych   | Brak danych   | Brak danych   | Brak danych |
| 32.       | 1988/1989   | III liga         | bd               | bd               | Brak danych      | Brak danych      | Brak danych      | Brak danych      | Brak danych      | Brak danych      | Brak danych      | Brak danych      | Brak danych      | Brak danych      | Brak danych      | Brak danych      | Brak danych      | Brak danych      | Brak danych   | Brak danych   | Brak danych   | Brak danych   | Brak danych   | Brak danych |
| 33.       | 1989/1990   | III liga         | bd               | bd               | Brak danych      | Brak danych      | Brak danych      | Brak danych      | Brak danych      | Brak danych      | Brak danych      | Brak danych      | Brak danych      | Brak danych      | Brak danych      | Brak danych      | Brak danych      | Brak danych      | Brak danych   | Brak danych   | Brak danych   | Brak danych   | Brak danych   | Brak danych |
| 34.       | 1990/1991   | III liga         | bd               | bd               | Brak danych      | Brak danych      | Brak danych      | Brak danych      | Brak danych      | Brak danych      | Brak danych      | Brak danych      | Brak danych      | Brak danych      | Brak danych      | Brak danych      | Brak danych      | Brak danych      | Brak danych   | Brak danych   | Brak danych   | Brak danych   | Brak danych   | Brak danych |
| 35.       | 1991/1992   | III liga         | bd               | bd               | Brak danych      | Brak danych      | Brak danych      | Brak danych      | Brak danych      | Brak danych      | Brak danych      | Brak danych      | Brak danych      | Brak danych      | Brak danych      | Brak danych      | Brak danych      | Brak danych      | Brak danych   | Brak danych   | Brak danych   | Brak danych   | Brak danych   | Brak danych |
| 36.       | 1992/1993   | III liga         | 4                | 1                | Brak danych      | Brak danych      | Brak danych      | Brak danych      | Brak danych      | Brak danych      | Brak danych      | Brak danych      | Brak danych      | Brak danych      | Brak danych      | Brak danych      | Brak danych      | Brak danych      | Brak danych   | Brak danych   | Brak danych   | Brak danych   | Brak danych   | Brak danych |
| 37.       | 1993/1994   | III liga         | 1                | bd               | Brak danych      | Brak danych      | Brak danych      | Brak danych      | Brak danych      | Brak danych      | Brak danych      | Brak danych      | Brak danych      | Brak danych      | Brak danych      | Brak danych      | Brak danych      | Brak danych      | Brak danych   | Brak danych   | Brak danych   | Brak danych   | Brak danych   | Brak danych |
| 38.       | 1994/1995   | II liga          | bd               |                  | Brak danych      | Brak danych      | Brak danych      | Brak danych      | Brak danych      | Brak danych      | Brak danych      | Brak danych      | Brak danych      | Brak danych      | Brak danych      | Brak danych      | Brak danych      | Brak danych      | Brak danych   | Brak danych   | Brak danych   | Brak danych   | Brak danych   | Brak danych |
| 39.       | 1995/1996   | II liga          | bd               |                  | Brak danych      | Brak danych      | Brak danych      | Brak danych      | Brak danych      | Brak danych      | Brak danych      | Brak danych      | Brak danych      | Brak danych      | Brak danych      | Brak danych      | Brak danych      | Brak danych      | Brak danych   | Brak danych   | Brak danych   | Brak danych   | Brak danych   | Brak danych |
| 40.       | 1996/1997   | II liga          | 1                | bd               | Brak danych      | Brak danych      | Brak danych      | Brak danych      | Brak danych      | Brak danych      | Brak danych      | Brak danych      | Brak danych      | Brak danych      | Brak danych      | Brak danych      | Brak danych      | Brak danych      | Brak danych   | Brak danych   | Brak danych   | Brak danych   | Brak danych   | Brak danych |
| 41.       | 1997/1998   | I liga seria B   | 4                | 3                | Brak danych      | Brak danych      | Brak danych      | Brak danych      | Brak danych      | Brak danych      | Brak danych      | Brak danych      | Brak danych      | Brak danych      | Brak danych      | Brak danych      | Brak danych      | Brak danych      | Brak danych   | Brak danych   | Brak danych   | Brak danych   | Brak danych   | Brak danych |
| 42.       | 1998/1999   | I liga seria B   | 2                | 3                | Brak danych      | Brak danych      | Brak danych      | Brak danych      | Brak danych      | Brak danych      | Brak danych      | Brak danych      | Brak danych      | Brak danych      | Brak danych      | Brak danych      | Brak danych      | Brak danych      | Brak danych   | Brak danych   | Brak danych   | Brak danych   | Brak danych   | Brak danych |
| 43.       | 1999/2000   | I liga seria A   | 12               | bd               | Brak danych      | Brak danych      | Brak danych      | Brak danych      | Brak danych      | Brak danych      | Brak danych      | Brak danych      | Brak danych      | Brak danych      | Brak danych      | Brak danych      | Brak danych      | Brak danych      | Brak danych   | Brak danych   | Brak danych   | Brak danych   | Brak danych   | Brak danych |
| 44.       | 2000/2001   | I liga seria B   | 2                | 2                | Brak danych      | Brak danych      | Brak danych      | Brak danych      | Brak danych      | Brak danych      | Brak danych      | Brak danych      | Brak danych      | Brak danych      | Brak danych      | Brak danych      | Brak danych      | Brak danych      | Brak danych   | Brak danych   | Brak danych   | Brak danych   | Brak danych   | Brak danych |

- awans
- spadek

Poziom rozgrywek:
     najwyższy ogólnokrajowy
     drugi
     trzeci
     czwarty
- Źródła: Historia Skry 1957 – 2000, Historia Skry 2000 – 2009

### Polska Liga Siatkówki/PlusLiga
| Nr.     | Sezon     | PlusLiga                    | PlusLiga                    | PlusLiga                    | PlusLiga                    | PlusLiga                    | PlusLiga                    | PlusLiga                    | PlusLiga                                 | PlusLiga                                 | PlusLiga                                 | PlusLiga                                 | PlusLiga                                 | PlusLiga                    | PlusLiga                    | PlusLiga                    | PlusLiga                    | Rozgrywki pucharowe | Rozgrywki pucharowe | Rozgrywki pucharowe | Rozgrywki pucharowe | Rozgrywki pucharowe | Rozgrywki pucharowe                             | Rozgrywki pucharowe                             | Rozgrywki pucharowe                             | Rozgrywki pucharowe                             | Rozgrywki pucharowe                             | Rozgrywki pucharowe                             | Rozgrywki pucharowe | Rozgrywki pucharowe | Rozgrywki pucharowe | Rozgrywki pucharowe | Rozgrywki pucharowe | Rozgrywki pucharowe | Rozgrywki pucharowe | Rozgrywki pucharowe | Rozgrywki pucharowe | Rozgrywki pucharowe |
| Nr.     | Sezon     | Wynik                       | Faza zasadnicza             | Faza zasadnicza             | Faza zasadnicza             | Faza zasadnicza             | Faza zasadnicza             | Faza zasadnicza             | Faza playoff                             | Faza playoff                             | Faza playoff                             | Faza playoff                             | Faza playoff                             | Ogółem                      | Ogółem                      | Ogółem                      | Ogółem                      | Puchar Polski       | Puchar Polski       | Puchar Polski       | Puchar Polski       | Puchar Polski       | Europejskie Puchary (LM, CEV, CHA)              | Europejskie Puchary (LM, CEV, CHA)              | Europejskie Puchary (LM, CEV, CHA)              | Europejskie Puchary (LM, CEV, CHA)              | Europejskie Puchary (LM, CEV, CHA)              | Europejskie Puchary (LM, CEV, CHA)              | KMŚ                 | KMŚ                 | KMŚ                 | KMŚ                 | KMŚ                 | Superpuchar Polski  | Superpuchar Polski  | Superpuchar Polski  | Superpuchar Polski  | Superpuchar Polski  |
| Nr.     | Sezon     | Wynik                       | Mj                          | Pkt.                        | M                           | W                           | P                           | %                           | Serie                                    | M                                        | W                                        | P                                        | %                                        | M                           | W                           | P                           | %                           | Wynik               | M                   | W                   | P                   | %                   | Roz                                             | Wynik                                           | M                                               | W                                               | P                                               | %                                               | Wynik               | M                   | W                   | P                   | %                   | Wynik               | M                   | W                   | P                   | %                   |
| ------- | --------- | --------------------------- | --------------------------- | --------------------------- | --------------------------- | --------------------------- | --------------------------- | --------------------------- | ---------------------------------------- | ---------------------------------------- | ---------------------------------------- | ---------------------------------------- | ---------------------------------------- | --------------------------- | --------------------------- | --------------------------- | --------------------------- | ------------------- | ------------------- | ------------------- | ------------------- | ------------------- | ----------------------------------------------- | ----------------------------------------------- | ----------------------------------------------- | ----------------------------------------------- | ----------------------------------------------- | ----------------------------------------------- | ------------------- | ------------------- | ------------------- | ------------------- | ------------------- | ------------------- | ------------------- | ------------------- | ------------------- | ------------------- |
| 0.      | 2000/2001 | W ówczesnej I lidze serii B | W ówczesnej I lidze serii B | W ówczesnej I lidze serii B | W ówczesnej I lidze serii B | W ówczesnej I lidze serii B | W ówczesnej I lidze serii B | W ówczesnej I lidze serii B | W ówczesnej I lidze serii B              | W ówczesnej I lidze serii B              | W ówczesnej I lidze serii B              | W ówczesnej I lidze serii B              | W ówczesnej I lidze serii B              | W ówczesnej I lidze serii B | W ówczesnej I lidze serii B | W ówczesnej I lidze serii B | W ówczesnej I lidze serii B | Brak danych         | Brak danych         | Brak danych         | Brak danych         | Brak danych         | Niezakwalifikowany                              | Niezakwalifikowany                              | Niezakwalifikowany                              | Niezakwalifikowany                              | Niezakwalifikowany                              | Niezakwalifikowany                              | Nierozgrywane       | Nierozgrywane       | Nierozgrywane       | Nierozgrywane       | Nierozgrywane       | Nierozgrywany       | Nierozgrywany       | Nierozgrywany       | Nierozgrywany       | Nierozgrywany       |
| 1.      | 2001/2002 | 3                           | 5                           | 26                          | 18                          | 8                           | 10                          | 44,44                       | 2 – 1                                    | 9                                        | 6                                        | 3                                        | 66,66                                    | 27                          | 14                          | 13                          | 51,85                       | III runda           | 2                   | 1                   | 1                   | 50                  | Niezakwalifikowany                              | Niezakwalifikowany                              | Niezakwalifikowany                              | Niezakwalifikowany                              | Niezakwalifikowany                              | Niezakwalifikowany                              | Nierozgrywane       | Nierozgrywane       | Nierozgrywane       | Nierozgrywane       | Nierozgrywane       | Nierozgrywany       | Nierozgrywany       | Nierozgrywany       | Nierozgrywany       | Nierozgrywany       |
| 2.      | 2002/2003 | 6                           | 4                           | 31                          | 18                          | 10                          | 8                           | 55,55                       | 1 – 2                                    | 9                                        | 4                                        | 5                                        | 44,44                                    | 27                          | 14                          | 13                          | 51,85                       | 1/4                 | 6                   | 5                   | 1                   | 83,33               | CEV                                             | FG                                              | 5                                               | 4                                               | 1                                               | 80                                              | Nierozgrywane       | Nierozgrywane       | Nierozgrywane       | Nierozgrywane       | Nierozgrywane       | Nierozgrywany       | Nierozgrywany       | Nierozgrywany       | Nierozgrywany       | Nierozgrywany       |
| 3.      | 2003/2004 | 4                           | 2                           | 41                          | 18                          | 14                          | 4                           | 77,77                       | 1 – 2                                    | 13                                       | 7                                        | 6                                        | 53,85                                    | 31                          | 21                          | 10                          | 67,74                       | 2                   | 4                   | 2                   | 2                   | 50                  | CEV                                             | 1/8                                             | 5                                               | 3                                               | 2                                               | 60                                              | Nierozgrywane       | Nierozgrywane       | Nierozgrywane       | Nierozgrywane       | Nierozgrywane       | Nierozgrywany       | Nierozgrywany       | Nierozgrywany       | Nierozgrywany       | Nierozgrywany       |
| 4.      | 2004/2005 | 1                           | 1                           | 45                          | 18                          | 15                          | 3                           | 83,33                       | 3 – 0                                    | 10                                       | 9                                        | 1                                        | 90                                       | 28                          | 24                          | 4                           | 85,71                       | 1                   | 7                   | 7                   | 0                   | 100                 | CEV                                             | FG                                              | 5                                               | 4                                               | 1                                               | 80                                              | Nierozgrywane       | Nierozgrywane       | Nierozgrywane       | Nierozgrywane       | Nierozgrywane       | Nierozgrywany       | Nierozgrywany       | Nierozgrywany       | Nierozgrywany       | Nierozgrywany       |
| 5.      | 2005/2006 | 1                           | 1                           | 48                          | 18                          | 16                          | 2                           | 88,88                       | 3 – 0                                    | 12                                       | 9                                        | 3                                        | 75                                       | 30                          | 25                          | 5                           | 83,33                       | 1                   | 7                   | 7                   | 0                   | 100                 | LM                                              | 1/6                                             | 12                                              | 7                                               | 5                                               | 58,33                                           | Nierozgrywane       | Nierozgrywane       | Nierozgrywane       | Nierozgrywane       | Nierozgrywane       | Nierozgrywany       | Nierozgrywany       | Nierozgrywany       | Nierozgrywany       | Nierozgrywany       |
| 6.      | 2006/2007 | 1                           | 1                           | 49                          | 18                          | 17                          | 1                           | 94,44                       | 3 – 0                                    | 11                                       | 9                                        | 2                                        | 81,82                                    | 29                          | 26                          | 3                           | 75,4                        | 1                   | 15                  | 12                  | 3                   | 80                  | LM                                              | 1/12                                            | 12                                              | 7                                               | 5                                               | 58,33                                           | Nierozgrywane       | Nierozgrywane       | Nierozgrywane       | Nierozgrywane       | Nierozgrywane       | Nierozgrywany       | Nierozgrywany       | Nierozgrywany       | Nierozgrywany       | Nierozgrywany       |
| 7.      | 2007/2008 | 1                           | 1                           | 47                          | 18                          | 16                          | 2                           | 88,88                       | 3 – 0                                    | 11                                       | 9                                        | 2                                        | 81,82                                    | 29                          | 25                          | 4                           | 86,2                        | 1/2                 | 2                   | 1                   | 1                   | 50                  | LM                                              | 3                                               | 8                                               | 5                                               | 3                                               | 62,5                                            | Nierozgrywane       | Nierozgrywane       | Nierozgrywane       | Nierozgrywane       | Nierozgrywane       | Nierozgrywany       | Nierozgrywany       | Nierozgrywany       | Nierozgrywany       | Nierozgrywany       |
| 8.      | 2008/2009 | 1                           | 1                           | 45                          | 18                          | 15                          | 3                           | 83,33                       | 3 – 0                                    | 9                                        | 9                                        | 0                                        | 100                                      | 27                          | 24                          | 3                           | 64,8                        | 1                   | 4                   | 3                   | 1                   | 75                  | LM                                              | 1/4                                             | 10                                              | 5                                               | 5                                               | 50                                              | Nierozgrywane       | Nierozgrywane       | Nierozgrywane       | Nierozgrywane       | Nierozgrywane       | Nierozgrywany       | Nierozgrywany       | Nierozgrywany       | Nierozgrywany       | Nierozgrywany       |
| 9.      | 2009/2010 | 1                           | 1                           | 47                          | 18                          | 16                          | 2                           | 88,88                       | 3 – 0                                    | 11                                       | 9                                        | 2                                        | 81,82                                    | 29                          | 25                          | 4                           | 86,20                       | 1/4                 | 2                   | 1                   | 1                   | 50                  | LM                                              | 3                                               | 8                                               | 6                                               | 2                                               | 75                                              | 2                   | 5                   | 4                   | 1                   | 80                  | Nierozgrywany       | Nierozgrywany       | Nierozgrywany       | Nierozgrywany       | Nierozgrywany       |
| 10.     | 2010/2011 | 1                           | 1                           | 73                          | 28                          | 26                          | 2                           | 92,86                       | 2 – 0                                    | 7                                        | 6                                        | 1                                        | 85,71                                    | 35                          | 32                          | 3                           | 91,42                       | 1                   | 3                   | 3                   | 0                   | 100                 | LM                                              | 1/6                                             | 10                                              | 7                                               | 3                                               | 70                                              | 2                   | 5                   | 4                   | 1                   | 80                  | Nierozgrywany       | Nierozgrywany       | Nierozgrywany       | Nierozgrywany       | Nierozgrywany       |
| 11.     | 2011/2012 | 2                           | 1                           | 46                          | 18                          | 16                          | 2                           | 88,88                       | 2 – 1                                    | 10                                       | 7                                        | 3                                        | 70                                       | 28                          | 23                          | 5                           | 82,14                       | 1                   | 2                   | 2                   | 0                   | 100                 | LM                                              | 2                                               | 8                                               | 6                                               | 2                                               | 75                                              | Niezakwalifikowany  | Niezakwalifikowany  | Niezakwalifikowany  | Niezakwalifikowany  | Niezakwalifikowany  | Nierozgrywany       | Nierozgrywany       | Nierozgrywany       | Nierozgrywany       | Nierozgrywany       |
| 12.     | 2012/2013 | 5                           | 5                           | 33                          | 18                          | 10                          | 8                           | 55,55                       | 2 – 1                                    | 10                                       | 7                                        | 3                                        | 70                                       | 28                          | 17                          | 11                          | 60,71                       | 1/4                 | 0                   | 0                   | 2                   | 0                   | LM                                              | 1/12                                            | 8                                               | 7                                               | 1                                               | 87,5                                            | 3                   | 5                   | 4                   | 1                   | 80                  | 1                   | 1                   | 1                   | 0                   | 100                 |
| 13.     | 2013/2014 | 1                           | 2                           | 52                          | 22                          | 17                          | 5                           | 77,27                       | 3 – 0                                    | 9                                        | 9                                        | 0                                        | 100                                      | 31                          | 26                          | 5                           | 83,87                       | 1/2                 | 2                   | 1                   | 1                   | 50                  | CEV                                             | 1/2                                             | 10                                              | 8                                               | 2                                               | 80                                              | Niezakwalifikowany  | Niezakwalifikowany  | Niezakwalifikowany  | Niezakwalifikowany  | Niezakwalifikowany  | Niezakwalifikowany  | Niezakwalifikowany  | Niezakwalifikowany  | Niezakwalifikowany  | Niezakwalifikowany  |
| 14.     | 2014/2015 | 3                           | 2                           | 64                          | 26                          | 22                          | 4                           | 84,61                       | 2 – 1                                    | 11                                       | 6                                        | 5                                        | 54,55                                    | 37                          | 28                          | 9                           | 75,67                       | 1/2                 | 3                   | 2                   | 1                   | 66,66               | LM                                              | 4                                               | 12                                              | 9                                               | 3                                               | 75                                              | Niezakwalifikowany  | Niezakwalifikowany  | Niezakwalifikowany  | Niezakwalifikowany  | Niezakwalifikowany  | 1                   | 1                   | 1                   | 0                   | 100                 |
| 15.     | 2015/2016 | 3                           | 3                           | 58                          | 26                          | 21                          | 5                           | 80,77                       | 1 – 0                                    | 3                                        | 3                                        | 0                                        | 100                                      | 29                          | 24                          | 5                           | 82,75                       | 1                   | 3                   | 3                   | 0                   | 100                 | LM                                              | 1/6                                             | 10                                              | 6                                               | 4                                               | 60                                              | Niezakwalifikowany  | Niezakwalifikowany  | Niezakwalifikowany  | Niezakwalifikowany  | Niezakwalifikowany  | Niezakwalifikowany  | Niezakwalifikowany  | Niezakwalifikowany  | Niezakwalifikowany  | Niezakwalifikowany  |
| 16.     | 2016/2017 | 2                           | 3                           | 69                          | 30                          | 25                          | 5                           | 83,33                       | 1 – 1                                    | 4                                        | 2                                        | 2                                        | 50                                       | 34                          | 27                          | 7                           | 79,41                       | 2                   | 4                   | 3                   | 1                   | 75                  | LM                                              | 1/12                                            | 10                                              | 6                                               | 4                                               | 60                                              | Niezakwalifikowany  | Niezakwalifikowany  | Niezakwalifikowany  | Niezakwalifikowany  | Niezakwalifikowany  | Nierozegrany        | Nierozegrany        | Nierozegrany        | Nierozegrany        | Nierozegrany        |
| 17.     | 2017/2018 | 1                           | 2                           | 72                          | 30                          | 25                          | 5                           | 83,33                       | 2 – 0                                    | 4                                        | 4                                        | 0                                        | 100                                      | 34                          | 29                          | 5                           | 76,31                       | 2                   | 3                   | 2                   | 1                   | 66,66               | LM                                              | 1/12                                            | 8                                               | 3                                               | 5                                               | 37,5                                            | 4                   | 5                   | 2                   | 3                   | 40                  | 1                   | 1                   | 1                   | 0                   | 100                 |
| 18.     | 2018/2019 | 6                           | 6                           | 38                          | 24                          | 14                          | 10                          | 58,33                       | 0 – 2                                    | 5                                        | 1                                        | 4                                        | 20                                       | 29                          | 15                          | 14                          | 51,72                       | 1/4                 | 1                   | 0                   | 1                   | 0                   | LM                                              | 1/2                                             | 10                                              | 4                                               | 6                                               | 40                                              | FG                  | 3                   | 0                   | 3                   | 0                   | 1                   | 1                   | 1                   | 0                   | 100                 |
| 19.     | 2019/2020 | 3                           | 3                           | 50                          | 24                          | 17                          | 7                           | 70,83                       | Nierozegrana z powodu pandemii COVID- 19 | Nierozegrana z powodu pandemii COVID- 19 | Nierozegrana z powodu pandemii COVID- 19 | Nierozegrana z powodu pandemii COVID- 19 | Nierozegrana z powodu pandemii COVID- 19 | 24                          | 17                          | 7                           | 70,83                       | 1/2                 | 1                   | 1                   | 0                   | 100                 | Klub zrezygnował z udziału w Pucharze Challenge | Klub zrezygnował z udziału w Pucharze Challenge | Klub zrezygnował z udziału w Pucharze Challenge | Klub zrezygnował z udziału w Pucharze Challenge | Klub zrezygnował z udziału w Pucharze Challenge | Klub zrezygnował z udziału w Pucharze Challenge | Niezakwalifikowany  | Niezakwalifikowany  | Niezakwalifikowany  | Niezakwalifikowany  | Niezakwalifikowany  | Niezakwalifikowany  | Niezakwalifikowany  | Niezakwalifikowany  | Niezakwalifikowany  | Niezakwalifikowany  |
| 20.     | 2020/2021 | 4                           | 4                           | 48                          | 26                          | 15                          | 11                          | 57,69                       | 1 – 2                                    | 8                                        | 4                                        | 4                                        | 50                                       | 34                          | 19                          | 15                          | 55,88                       | Niezakwalifikowany  | Niezakwalifikowany  | Niezakwalifikowany  | Niezakwalifikowany  | Niezakwalifikowany  | LM                                              | 1/4                                             | 8                                               | 4                                               | 4                                               | 50                                              | Niezakwalifikowany  | Niezakwalifikowany  | Niezakwalifikowany  | Niezakwalifikowany  | Niezakwalifikowany  | 2                   | 2                   | 1                   | 1                   | 50                  |
| 21.     | 2021/2022 | 4                           | 3                           | 60                          | 26                          | 21                          | 5                           | 80,77                       | 1 – 2                                    | 9                                        | 3                                        | 6                                        | 33,33                                    | 35                          | 24                          | 11                          | 68,57                       | 1/8                 | 2                   | 1                   | 1                   | 50                  | CEV                                             | 1/2                                             | 10                                              | 9                                               | 1                                               | 90                                              | Niezakwalifikowany  | Niezakwalifikowany  | Niezakwalifikowany  | Niezakwalifikowany  | Niezakwalifikowany  | Niezakwalifikowany  | Niezakwalifikowany  | Niezakwalifikowany  | Niezakwalifikowany  | Niezakwalifikowany  |
| 22.     | 2022/2023 | ?                           | ?                           | ?                           | ?                           | ?                           | ?                           | ?                           | Niezakwalifikowany                       | Niezakwalifikowany                       | Niezakwalifikowany                       | Niezakwalifikowany                       | Niezakwalifikowany                       | ?                           | ?                           | ?                           | ?                           | Niezakwalifikowany  | Niezakwalifikowany  | Niezakwalifikowany  | Niezakwalifikowany  | Niezakwalifikowany  | CEV                                             | 1/2                                             | 11                                              | 9                                               | 2                                               | 81,81                                           | Niezakwalifikowany  | Niezakwalifikowany  | Niezakwalifikowany  | Niezakwalifikowany  | Niezakwalifikowany  | Niezakwalifikowany  | Niezakwalifikowany  | Niezakwalifikowany  | Niezakwalifikowany  | Niezakwalifikowany  |
| Ogółem: | 22 sezony | śr. 2,45                    | śr. 2,47                    | 1042                        | 460                         | 356                         | 104                         | 77,39                       | 39 – 15                                  | 175                                      | 123                                      | 52                                       | 70,29                                    | 635                         | 479                         | 156                         | 75,43                       | –                   | 74                  | 56                  | 18                  | 75,68               | Razem:                                          | –                                               | 180                                             | 119                                             | 61                                              | 66,11                                           | –                   | 23                  | 14                  | 9                   | 60,87               | –                   | 6                   | 5                   | 1                   | 83,33               |

- Źródła: Portal Siatka.org, sekcja: Wyniki, Oficjalna strona PlusLigi, sekcja: Tabela, Oficjalna strona Skry – zakładka Sukcesy

### Rekordy
- Najwięcej mistrzostw z rzędu – 7.
- Najwięcej medali z rzędu – 8.
- Najwięcej finałów z rzędu – 8.
- Najwięcej pierwszych miejsce po fazie zasadniczej z rzędu – 8.
- Najwięcej punktów w sezonie – 73 punkty.
- Najdłuższa seria zwycięstw w fazie zasadniczej – 24 mecze.
- Najwięcej zwycięstw w sezonie – 26.
- Najlepszy bilans po fazie zasadniczej – (17 – 1).
- Najwyższy procent zwycięstw po fazie zasadniczej – 94,44%.
- Najwyższy procent zwycięstw w fazie zasadniczej ogółem – 77,39%.
- Najwyższy procent zwycięstw w fazie playoff ogółem – 70,29%.
- Najwyższy procent zwycięstw ogółem – 75,43%.
- Najlepszy stosunek setów ogółem – (+811).
- Najlepszy stosunek „małych punktów” ogółem – (+4666).
- Najwięcej zwycięstw w Superpucharze Polski – 4.
- Najwięcej udziałów w Lidze Mistrzów – 14.
- Najwięcej udziałów w Lidze Mistrzów z rzędu – 8.
- Każdorazowo wychodziła z grupy w Lidze Mistrzów – 14.
- Najwięcej udziałów w Europejskich Pucharach – 20.
- Najwięcej udziałów z rzędu w Europejskich Pucharach – 17.
- Najwięcej meczów w Europejskich Pucharach – 180.
- Najwięcej wygranych meczów w Europejskich Pucharach – 119.
- Najwyższy procent zwycięstw w Europejskich Pucharach – 66,11%.
- Najwięcej medali Klubowych Mistrzostw Świata – 3.
- Najwięcej udziałów w Klubowych Mistrzostwach Świata – 5.
- Najwięcej rozegranych meczów w Klubowych Mistrzostwach Świata – 23.

Ostatnia aktualizacja 30 marca 2023 – opracowanie na podstawie sekcji Bilans sezon po sezonie. Uwzględnione wyłącznie kluby PlusLigi.

## Sukcesy

### Rozgrywki oficjalne
| Sukcesy (stan na 27.03.2023) | Sukcesy (stan na 27.03.2023) | Sukcesy (stan na 27.03.2023)                         | Sukcesy (stan na 27.03.2023) |
| Rozgrywki                    | Osiągnięcie                  | Razy                                                 | Sezon(y)                     |
| ---------------------------- | ---------------------------- | ---------------------------------------------------- | ---------------------------- |
| PlusLiga                     |                              |                                                      |                              |
| Mistrz                       | 9                            | 2005, 2006, 2007, 2008, 2009, 2010, 2011, 2014, 2018 |                              |
| Wicemistrz                   | 2                            | 2012, 2017                                           |                              |
| Brązowy medalista            | 3                            | 2002, 2015, 2016                                     |                              |
| IV Miejsce                   | 3                            | 2004, 2021, 2022                                     |                              |
| Puchar Polski                |                              |                                                      |                              |
| Zdobywca                     | 7                            | 2005, 2006, 2007, 2009, 2011, 2012, 2016             |                              |
| Finalista                    | 3                            | 2004, 2017, 2018                                     |                              |
| Półfinalista                 | 4                            | 2008, 2014, 2015, 2020                               |                              |
| Superpuchar Polski           |                              |                                                      |                              |
| Zdobywca                     | 4                            | 2012, 2014, 2017, 2018                               |                              |
| Finalista                    | 1                            | 2020                                                 |                              |
| Liga Mistrzów                |                              |                                                      |                              |
| Zwycięzca                    | –                            | –                                                    |                              |
| Finalista                    | 1                            | 2012                                                 |                              |
| Brązowy medalista            | 3                            | 2008, 2010, 2019                                     |                              |
| IV Miejsce                   | 1                            | 2015                                                 |                              |
| Puchar CEV                   |                              |                                                      |                              |
| Zwycięzca                    | –                            | –                                                    |                              |
| Finalista                    | –                            | –                                                    |                              |
| Półfinalista                 | 3                            | 2014, 2022, 2023                                     |                              |
| Klubowe Mistrzostwa Świata   |                              |                                                      |                              |
| Zwycięzca                    | –                            | –                                                    |                              |
| Finalista                    | 2                            | 2009, 2010                                           |                              |
| Brązowy medalista            | 1                            | 2012                                                 |                              |
| IV Miejsce                   | 1                            | 2017                                                 |                              |

- Źródło[14]:

### Turnieje towarzyskie
- Turniej 90. lecia PGE Skry Bełchatów
  -  2. miejsce (1x): 2020
- Źródło[281]
- PreZero Grand Prix PLS
  -  2. miejsce (1x): 2020
- Źródło[282]
- Memoriał im. Zdzisława Ambroziaka:
  -  1. miejsce (4x): 2007, 2008, 2009, 2012
  -  2. miejsce (1x): 2010
  -  4. miejsce (1x): 2015
- Źródło: [283][284][285]
- Memoriał im. Arkadiusza Gołasia:
  -  1. miejsce (3x): 2008, 2009, 2013
  -  2. miejsce (1x): 2012
  -  3. miejsce (1x): 2010
- Źródło: [286][287][288][289][290]
- Turniej „Giganci Siatkówki”:
  -  1. miejsce (6x): 2012, 2013, 2014, 2015, 2016, 2017
  -  2. miejsce (1x): 2019
- Źródło: [291][292][293][294][295][296]
- Turniej w Krośnie:
  -  1. miejsce (1x): 2016
- Źródło: [297]
- London Legacy Cup:
  -  2. miejsce (1x): 2015
- Źródło: [298]
- Turniej w Elblągu:
  -  3. miejsce (1x): 2015
- Źródło: [299]
- Turniej Mistrzów o Puchar Prezesa PLPS:
  -  2. miejsce (1x): 2011
- Źródło: [300]
- Turniej w Sosnowcu:
  -  3. miejsce (1x): 2004
- Źródło: [301]
- Turniej w Miliczu:
  -  3. miejsce (1x): 2003
- Źródło: [302]

## Kadra zespołu na sezon 2025/2026[303]
Sztab szkoleniowy
- Trener:  Krzysztof Stelmach
- Asystent trenera:  Michał Róg
- Statystyk:
- Trener przygotowania fizycznego:  Grzegorz Kurek
- Lekarz:  Wojciech Łucarz
- Fizjoterapeuta:
- Fizjoterapeuta:  Tomasz Kuciapiński
- Menadżer drużyny:  Weronika Kubiak
- Prezes:  Michał Bąkiewicz

| Nr | Imię i nazwisko     | Data ur. | Wzrost | Pozycja      |
| -- | ------------------- | -------- | ------ | ------------ |
| 1  | Zouheir El Graoui   | 1994     | 197    | przyjmujący  |
| 3  | Maksym Kędzierski   | 2003     | 183    | libero       |
| 5  | Arkadiusz Żakieta   | 1992     | 197    | atakujący    |
| 6  | Antoine Pothron     | 2002     | 198    | przyjmujący  |
| 7  | Bartłomiej Lemański | 1996     | 217    | środkowy     |
| 9  | Łukasz Wiśniewski   | 1989     | 198    | środkowy     |
| 12 | Grzegorz Łomacz     | 1987     | 187    | rozgrywający |
| 13 | Mateusz Nowak       | 2004     | 214    | środkowy     |
| 15 | Michał Szalacha     | 1994     | 202    | środkowy     |
| 20 | Kamil Szymura       | 1999     | 185    | libero       |
| 29 | Kamil Szymendera    | 2003     | 191    | przyjmujący  |
|    | Alan Souza          | 1994     | 202    | atakujący    |
|    | Daniel Chițigoi     | 2005     | 203    | przyjmujący  |
|    | Kajetan Kubicki     | 2003     | 190    | rozgrywający |

 – kapitan drużyny.

### Transfery
| Przyszli                                                           | Odeszli                                                             |  |
| Sezon 2025/2026                                                    | Sezon 2025/2026                                                     |  |
| ------------------------------------------------------------------ | ------------------------------------------------------------------- |  |
| Alan Souza (Toray Arrows)                                          | Amin Esma’ilneżad (szuka klubu)                                     |  |
| Antoine Pothron (Tours VB)                                         | Miran Kujundžić (JSW Jastrzębski Węgiel)                            |  |
| Daniel Chițigoi (ZAKSA Kędzierzyn-Koźle)                           | Pavle Perić (NOWA Nowokujbyszewsk)                                  |  |
| Zouheir El Graoui (PSG Stal Nysa)                                  | Žiga Štern (Jenisiej Krasnojarsk)                                   |  |
| Kamil Szymura (PSG Stal Nysa)                                      | Radosław Parapunow (szuka klubu)                                    |  |
| Arkadiusz Żakieta (JSW Jastrzębski Węgiel)                         | David Dinculescu (CS Arcada Galați)                                 |  |
| Kajetan Kubicki (ZAKSA Kędzierzyn-Koźle)                           | Rafał Buszek (Feniks Heron Przeworsk)                               |  |
| Maksym Kędzierski (MCKiS Jaworzno)                                 | Wiktor Nowak (Asseco Resovia Rzeszów)                               |  |
| Kamil Szymendera (Indykpol AZS Olsztyn)                            | Kajetan Marek (GKS Katowice)                                        |  |
| Sezon 2024/2025                                                    |                                                                     |  |
| Amin Esma’ilneżad (Rana Werona)                                    | Ilija Petkow (Spacer’s de Toulouse)                                 |  |
| Miran Kujundžić (Galatasaray HDI Sigorta Stambuł)                  | Adrian Aciobăniței (Brand Group Alanya Belediyespor)                |  |
| Pavle Perić (Cisterna Volley)                                      | Benjamin Diez (Pallavolo Padwa)                                     |  |
| Žiga Štern (Ślepsk Malow Suwałki)                                  | Dawid Konarski (Al Nassr VC)                                        |  |
| David Dinculescu (CSM Constanța)                                   | Mateusz Poręba (ZAKSA Kędzierzyn-Koźle)                             |  |
| Michał Szalacha (Aluron CMC Warta Zawiercie)                       | Bartłomiej Lipiński (Exact Systems Hemarpol Częstochowa)            |  |
| Rafał Buszek (Enea Czarni Radom)                                   | Przemysław Kupka (Hypo Tirol Innsbruck)                             |  |
| Krystian Walczak (SKV Montana)                                     | Błażej Bień (BKS Visła Bydgoszcz) – wypożyczenie                    |  |
| Artur Brzostowicz (Eco-Team AZS Stoelzle Częstochowa)              | Artur Brzostowicz (AZS AGH Kraków) – wypożyczenie                   |  |
| Błażej Bień (Eco-Team AZS Stoelzle Częstochowa)                    | Pierre Derouillon (Paris Volley)                                    |  |
|                                                                    | Jakub Rybicki (Al Salam Liaw)                                       |  |
| w trakcie sezonu                                                   |                                                                     |  |
| Radosław Parapunow (CSKA Sofia)                                    | Krystian Walczak (Ansan OK Savings Bank OKman)                      |  |
| Sezon 2023/2024                                                    |                                                                     |  |
| Benjamin Diez (Tours VB)                                           | Filippo Lanza (Gioiella Prisma Taranto)                             |  |
| Pierre Derouillon (Tours VB)                                       | Aleksandar Atanasijević (Lokomotiw Nowosybirsk)                     |  |
| Adrian Aciobăniţei (Chaumont VB 52)                                | Mihajlo Mitić (Hebei Baoding Woli)                                  |  |
| Łukasz Wiśniewski (Jastrzębski Węgiel)                             | Lukáš Vašina (GKS Katowice)                                         |  |
| Dawid Konarski (Aluron CMC Warta Zawiercie)                        | Dick Kooy (Fenerbahçe HDI Sigorta Stambuł)                          |  |
| Mateusz Mika (Türşad)                                              | Mateusz Bieniek (Aluron CMC Warta Zawiercie)                        |  |
| Bartłomiej Lipiński (Indykpol AZS Olsztyn)                         | Karol Kłos (Asseco Resovia Rzeszów)                                 |  |
| Mateusz Poręba (Indykpol AZS Olsztyn)                              | Jędrzej Gruszczyński (Projekt Warszawa)                             |  |
| Bartłomiej Lemański (Cerrad Enea Czarni Radom)                     | Wiktor Musiał (KS Lechia Tomaszów Mazowiecki)                       |  |
| Wiktor Nowak (Cerrad Enea Czarni Radom)                            | Robert Milczarek (koniec kariery)                                   |  |
| Przemysław Kupka (PSG KPS Siedlce)                                 | Dawid Gunia (koniec kariery)                                        |  |
| Kajetan Marek (MKS Będzin)                                         | Kacper Piechocki (szuka klubu)                                      |  |
| Mateusz Nowak (SMS PZPS Spała)                                     |                                                                     |  |
| w trakcie sezonu                                                   |                                                                     |  |
| Ilija Petkow (Chebyr Pazardżik)                                    | Mateusz Mika (rozwiązanie kontraktu za porozumieniem stron)         |  |
| Sezon 2022/2023                                                    |                                                                     |  |
| Filippo Lanza (Shanghai Golden Age)                                | Milad Ebadipur (Allianz Milano)                                     |  |
| Lukáš Vašina (VK ČEZ Karlovarsko)                                  | Robert Täht (Sao Jose Dos Campos)                                   |  |
| Jakub Rybicki (Lindemans Aalst)                                    | Mikołaj Sawicki (Trefl Gdańsk) – wypożyczenie                       |  |
| Wiktor Musiał (MKS Będzin)                                         | Damian Schulz (Cerrad Enea Czarni Radom)                            |  |
| Dawid Gunia (Cuprum Lubin)                                         |                                                                     |  |
| Bartłomiej Janus (KS Lechia Tomaszów Mazowiecki)                   |                                                                     |  |
| Wypożyczeni w trakcie sezonu                                       |                                                                     |  |
| Jędrzej Gruszczyński (Aluron CMC Warta Zawiercie)                  | Sebastian Adamczyk (GKS Katowice)                                   |  |
| Sezon 2021/2022                                                    |                                                                     |  |
| Aleksandar Atanasijević (Sir Safety Conad Perugia)                 | Taylor Sander (koniec kariery)                                      |  |
| Dick Kooy (Itas Trentino)                                          | Dušan Petković (Verva Warszawa Orlen Paliwa)                        |  |
| Robert Täht (Asseco Resovia Rzeszów)                               | Milan Katić (LUK Politechnika Lublin)                               |  |
| Damian Schulz (Indykpol AZS Olsztyn)                               | Norbert Huber (ZAKSA Kędzierzyn-Koźle)                              |  |
|                                                                    | Bartosz Filipiak (LUK Politechnika Lublin)                          |  |
|                                                                    | Przemysław Kupka (wypożyczony, KKS Mickiewicz Kluczbork)            |  |
| Sezon 2020/2021                                                    |                                                                     |  |
| Taylor Sander (powrót po przerwie)                                 | Mariusz Wlazły (Trefl Gdańsk)                                       |  |
| Mateusz Bieniek (wypożyczony z Cucine Lube Civitanova)             | Jakub Kochanowski (ZAKSA Kędzierzyn-Koźle)                          |  |
| Bartosz Filipiak (Trefl Gdańsk)                                    | Kamil Droszyński (AZS Olsztyn)                                      |  |
| Mikołaj Sawicki (KPS Siedlce)                                      | Artur Szalpuk (Verva Warszawa Orlen Paliwa)                         |  |
| Sebastian Adamczyk (KPS Siedlce)                                   | Piotr Orczyk (Aluron Virtu Warta Zawiercie)                         |  |
| Mihajlo Mitić (Black Volley Beskydy)                               | Przemysław Kupka (wypożyczony, KPS Siedlce)                         |  |
| Przemysław Kupka (SMS PZPS Spała)                                  |                                                                     |  |
| Sezon 2019/2020                                                    |                                                                     |  |
| Michał Mieszko Gogol (I trener AZS Olsztyn)                        | Roberto Piazza (I trener Power Volley Milano)                       |  |
| Radosław Kolanek (II trener, drużyna juniorów)                     | Michał Winiarski (II trener, Trefl Gdańsk)                          |  |
| Dusan Petković (Argos Volley)                                      | Patryk Czarnowski (Warta Zawiercie)                                 |  |
| Norbert Huber (Czarni Radom)                                       | Renee Teppan (Stade Poitevin)                                       |  |
|                                                                    | David Fiel Rodriguez (Tourcoing LM)                                 |  |
| Sezon 2018/2019                                                    |                                                                     |  |
| Artur Szalpuk (Trefl Gdańsk)                                       | Bartosz Bednorz (Modena Volley)                                     |  |
| Jakub Kochanowski (AZS Olsztyn)                                    | Srećko Lisinac (Trentino Volley)                                    |  |
| Renee Teppan (Trentino Volley)                                     | Szymon Romać (Cambrai Volley)                                       |  |
| Piotr Orczyk (Volleyteam Roeselare)                                | Marcin Janusz (Trefl Gdańsk)                                        |  |
| Kamil Droszyński (Czarni Radom)                                    | Nikołaj Penczew (Stocznia Szczecin)                                 |  |
|                                                                    | Aleksandar Nedeljković (AZS Częstochowa)                            |  |
| w trakcie sezonu                                                   |                                                                     |  |
| David Fiel Rodriguez (bez klubu))                                  |                                                                     |  |
| Sezon 2017/2018                                                    |                                                                     |  |
| Roberto Piazza (I trener Modena Volley)                            | Philippe Blain (I trener Reprezentacja Japonii)                     |  |
| Szymon Romać (Trefl Gdańsk)                                        | Krzysztof Stelmach (II trener AZS Częstochowa)                      |  |
| Patryk Czarnowski (ZAKSA Kędzierzyn-Koźle)                         | Michał Winiarski (koniec kariery, II trener)                        |  |
| Grzegorz Łomacz (Cuprum Lubin)                                     | Nicolás Uriarte (Sada Cruzeiro Vôlei)                               |  |
| Aleksandar Nedeljković (Kosovska Mitrovica)                        | Artur Szalpuk (Trefl Gdańsk)                                        |  |
| Milad Ebadipur (Sarmajeh Bank VC)                                  | Jurij Hładyr (Fenerbahce Stambuł)                                   |  |
| Milan Katić (Łuczniczka Bydgoszcz)                                 | Mariusz Marcyniak (Warta Zawiercie)                                 |  |
|                                                                    | Bartosz Kurek (Ziraat Bankası Ankara)                               |  |
| Sezon 2016/2017                                                    |                                                                     |  |
| Bartosz Bednorz (AZS Olsztyn)                                      | Facundo Conte (Shanghai Weibo)                                      |  |
| Artur Szalpuk (Czarni Radom)                                       | Nicolas Maréchal (Büyükşehir Belediyesi Stambuł)                    |  |
| Nikołaj Penczew (Asseco Resovia Rzeszów)                           | Israel Rodríguez (Unicaja Almería)                                  |  |
| Dražen Luburić (LPR Piacenza)                                      | Marcel Gromadowski (Łuczniczka Bydgoszcz)                           |  |
| Jurij Hładyr (ZAKSA Kędzierzyn-Koźle)                              | Andrzej Wrona (AZS Politechnika Warszawska)                         |  |
| w trakcie sezonu                                                   |                                                                     |  |
| Bartosz Kurek (JT Thunders)                                        | Dražen Luburić (JT Thunders)                                        |  |
| Sezon 2015/2016                                                    |                                                                     |  |
| Marcin Janusz (powrót z wypożyczenia, Effector Kielce)             | Wojciech Włodarczyk (Cuprum Lubin)                                  |  |
| Robert Milczarek (MKS Będzin)                                      | Ferdinand Tille (TSV Herrsching)                                    |  |
| Mariusz Marcyniak (AZS Częstochowa)                                | Maciej Muzaj (Jastrzębski Węgiel)                                   |  |
| Marcel Gromadowski (Cuprum Lubin)                                  | Aleksa Brđović (Gazprom-Jugra Surgut)                               |  |
| Mihajlo Stanković (OK Vojvodina Nowy Sad)                          |                                                                     |  |
| w trakcie sezonu                                                   |                                                                     |  |
| Philippe Blain (I trener)                                          | Miguel Ángel Falasca (I trener)                                     |  |
| Israel Rodríguez (Ziraat Bankası Ankara)                           |                                                                     |  |
|                                                                    |                                                                     |  |
| Sezon 2014/2015                                                    |                                                                     |  |
| Srećko Lisinac (powrót z wypożyczenia, SCC Berlin)                 | Stephane Antiga (koniec kariery; trener reprezentacji Polski)       |  |
| Kacper Piechocki (powrót z wypożyczenia, AZS Częstochowa)          | Daniel Pliński (Czarni Radom)                                       |  |
| Ferdinand Tille (Generali Unterhaching)                            | Paweł Zatorski (ZAKSA Kędzierzyn-Koźle)                             |  |
| Nicolas Marechal (Jastrzębski Węgiel)                              | Samuel Tuia (Galatasaray Stambuł)                                   |  |
| Piotr Badura (SMS PZPS Spała)                                      |                                                                     |  |
| Michał Winiarski (Fakieł Nowy Urengoj)                             |                                                                     |  |
| Sezon 2013/2014                                                    |                                                                     |  |
| Miguel Angel Falasca (Ural Ufa – koniec kariery; I trener)         | Jacek Nawrocki (trener, SMS Spała)                                  |  |
| Stephane Antiga (Delecta Bydgoszcz)                                | Maciej Bartodziejski (II trener;?)                                  |  |
| Andrzej Wrona (Delecta Bydgoszcz)                                  | Wytze Kooistra (Czarni Radom)                                       |  |
| Nicolas Uriarte (Boca Rio Uruguay Insurance)                       | Dante Boninfante (Marmi Lanza Werona)                               |  |
| Wojciech Włodarczyk (Posojilnica AICH/DOB)                         | Michał Winiarski (Fakieł Nowy Urengoj)                              |  |
| Facundo Conte (Dynamo Krasnodar)                                   | Aleksandar Atanasijević (Sir Safety Perugia)                        |  |
| Samuel Tuia (Kuzbass Kemerowo)                                     | Michał Bąkiewicz (AZS Częstochowa)                                  |  |
| Aleksa Brdjovic (Partizan Belgrad)                                 | Paweł Woicki (AZS Politechnika Warszawska)                          |  |
|                                                                    | Konstantin Čupković (Sir Safety Perugia)                            |  |
| Sezon 2012/2013                                                    |                                                                     |  |
| Yosleyder Cala (Tours VB)                                          | Miguel Angel Falasca (Ural Ufa)                                     |  |
| Dejan Vinčić (ACH Volley Lublana)                                  | Bartosz Kurek (Dynamo Moskwa)                                       |  |
| Dante Boninfante (w trakcie sezonu, Al Arabi Ad-Dauha)             | Robert Milczarek (Effector Kielce)                                  |  |
| Maciej Muzaj (w trakcie sezonu, Gwardia Wrocław)                   | Marcin Możdżonek (ZAKSA Kędzierzyn-Koźle)                           |  |
|                                                                    | Yosleyder Cala (w trakcie sezonu, Ziraat Bankası Ankara)            |  |
|                                                                    | Dejan Vinčić (w trakcie sezonu, bez klubu)                          |  |
| Sezon 2011/2012                                                    |                                                                     |  |
| Konstantin Čupković (M. Roma Volley)                               | Stephane Antiga (Delecta Bydgoszcz)                                 |  |
| Wytze Kooistra (Pallavolo Modena)                                  | Jakub Novotny (Jihostroj Czeskie Budziejowice)                      |  |
| Robert Milczarek (Siatkarz Wieluń)                                 | Radosław Wnuk (?)                                                   |  |
| Aleksandar Atanasijević (Partizan Belgrad)                         |                                                                     |  |
| Sezon 2010/2011                                                    |                                                                     |  |
| Paweł Zatorski (powrót z wypożyczenia, AZS Częstochowa)            | Piotr Gacek (ZAKSA Kędzierzyn-Koźle)                                |  |
| Karol Kłos (powrót z wypożyczenia, AZS Politechnika Warszawska)    | Maciej Dobrowolski (Fart Kielce)                                    |  |
| Paweł Woicki (Delecta Bydgoszcz)                                   |                                                                     |  |
| Sezon 2009/2010                                                    |                                                                     |  |
| Maciej Bartodziejski (Siatkarz Wieluń – koniec kariery; II trener) | Daniel Castellani (trener reprezentacji Polski)                     |  |
| Jakub Novotny (ZAKSA Kędzierzyn-Koźle)                             | Janne Heikkinen (?)                                                 |  |
| Michał Winiarski (Trentino Volley)                                 | Paweł Maciejewicz (AZS Politechnika Warszawska)                     |  |
|                                                                    | Jakub Jarosz (ZAKSA Kędzierzyn-Koźle)                               |  |
|                                                                    | Dawid Murek (AZS Częstochowa)                                       |  |
| Sezon 2008/2009                                                    |                                                                     |  |
| Piotr Gacek (AZS Częstochowa)                                      | Krzysztof Stelmach (koniec kariery; trener ZAKS-y Kędzierzyn-Koźle) |  |
| Dawid Murek (Jastrzębski Węgiel)                                   | Alex Damiao (?)                                                     |  |
| Miguel Angel Falasca (Drac Palma Mallorca)                         | Robert Milczarek (AZS Politechnika Warszawska)                      |  |
| Jakub Jarosz (ZAKSA Kędzierzyn-Koźle)                              | Piotr Gruszka (Arkas Spor Izmir)                                    |  |
| Bartosz Kurek (ZAKSA Kędzierzyn-Koźle)                             | Bartłomiej Neroj (AZS Politechnika Warszawska)                      |  |
| Marcin Możdżonek (AZS Olsztyn)                                     | Dan Lewis (ZAKSA Kędzierzyn-Koźle)                                  |  |
| Sezon 2007/2008                                                    |                                                                     |  |
| Stephane Antiga (Mallorca)                                         | Krzysztof Ignaczak (Resovia)                                        |  |
| Daniel Pliński (Jastrzębski Węgiel)                                | Jewgienij Iwanow (Jastrzębski Węgiel)                               |  |
| Michał Bąkiewicz (AZS Olsztyn)                                     | Michał Chadała (Gwardia Wrocław)                                    |  |
| Dominik Witczak (Skra II Bełchatów)                                |                                                                     |  |
| Mikołaj Sarnecki (Skra II Bełchatów)                               |                                                                     |  |
| Alex Damiao (Maccabi Tel-Aviv)                                     |                                                                     |  |
| Sezon 2006/2007                                                    |                                                                     |  |
| Daniel Castellani (I trener; Origenes Bolivar)                     | Ireneusz Mazur (I trener; AZS Olsztyn)                              |  |
| Jewgienij Iwanow (Fakieł Nowy Urengoj)                             | Jarosław Sobczyński (Joker Piła)                                    |  |
| Janne Heikkinen (Taranto)                                          | Damian Dacewicz (koniec kariery)                                    |  |
| Piotr Gruszka (AZS Olsztyn)                                        | Andrzej Stelmach (AZS Częstochowa)                                  |  |
| Dan Lewis (Montpellier Université Club VB)                         | Robert Szczerbaniuk (AZS Częstochowa)                               |  |
| Bartłomiej Neroj (Skra II Bełchatów)                               | Michał Winiarski (Trentino Volley)                                  |  |
|                                                                    | Witalij Kiktiew (?)                                                 |  |
| Sezon 2005/2006                                                    |                                                                     |  |
| Michał Winiarski (AZS Częstochowa)                                 | Dariusz Szulik (KP PE Sosnowiec)                                    |  |
| Maciej Dobrowolski (Aon hotVolleys Wiedeń)                         | Władimir Kastornow (Neftyanik Jarosław)                             |  |
| Krzysztof Stelmach (Edilbasso and Partners Padova)                 | Piotr Gruszka (AZS Olsztyn)                                         |  |
| Witalij Kiktiew (Lokomotiw Charków)                                | Bartłomiej Neroj (Skra II Bełchatów)                                |  |
| Jarosław Sobczyński (Górnik Radlin)                                |                                                                     |  |
| Sezon 2004/2005                                                    |                                                                     |  |
| Robert Szczerbaniuk (Mostostal Azoty Kędzierzyn-Koźle)             | Michał Ruciak (AZS Olsztyn)                                         |  |
| Damian Dacewicz (KP PE Sosnowiec)                                  | Michał Bąkiewicz (AZS Olsztyn)                                      |  |
| Piotr Gruszka (Tourcoing LM)                                       | Adam Nowik (Fakieł Nowy Urengoj)                                    |  |
| Michał Chadała (Mostostal Azoty Kędzierzyn-Koźle)                  | Tomas Kalnins (liga łotewska)                                       |  |
| Władimir Kastornow (Dynamo Kazań)                                  | Tomasz Skalski (?)                                                  |  |
|                                                                    | Marcin Kocik (AZS Częstochowa)                                      |  |
| Sezon 2003/2004                                                    |                                                                     |  |
| Andrzej Stelmach (AZS Częstochowa)                                 | Łukasz Żygadło (KP PE Sosnowiec)                                    |  |
| Krzysztof Ignaczak (AZS Częstochowa)                               | Sławomir Kudłaczewski (KP PE Sosnowiec)                             |  |
| Dariusz Szulik (Morze Szczecin)                                    | Leszek Czerlonek (koniec kariery)                                   |  |
| Robert Milczarek (Skra II Bełchatów)                               | Sergiej Bielański (liga rosyjska)                                   |  |
| Michał Ruciak (Morze Szczecin)                                     | Robert Prygiel (Gazprom Surgut)                                     |  |
| Tomas Kalnins (liga estońska)                                      | Maciej Bartodziejski (SPS Zduńska Wola)                             |  |
| Michał Bąkiewicz (AZS Częstochowa)                                 | Piotr Szulc (AZS Politechnika Warszawska)                           |  |
| Ireneusz Mazur (I trener; Morze Szczecin)                          | Jakub Bednaruk (BBTS Bielsko-Biała)                                 |  |
| Mariusz Wlazły (w trakcie sezonu, SPS Zduńska Wola)                | Wiesław Czaja (I trener; Skra KPS Bełchatów)                        |  |
| Sezon 2002/2003                                                    |                                                                     |  |
| Radosław Wnuk (Morze Szczecin)                                     | Zbigniew Zieliński (Ales)                                           |  |
| Łukasz Żygadło (Czarni Radom)                                      | Tomasz Rosa (Stal Nysa)                                             |  |
| Marcin Kocik (Czarni Radom)                                        | Tomasz Paluch (grający trener w Stelmet AZ UZ Zielona Góra)         |  |
| Bartłomiej Neroj (SMS PZPS Spała)                                  |                                                                     |  |
| Sezon 2001/2002                                                    |                                                                     |  |
| Zbigniew Zieliński (Martigues)                                     | Robert Malicki (koniec kariery)                                     |  |
| Jakub Bednaruk (Czarni Radom)                                      | Jacek Nawrocki (koniec kariery; II trener)                          |  |
| Grzegorz Szymański (wypożyczony z AZS Częstochowa)                 | Marek Kwieciński (koniec kariery)                                   |  |
| Sławomir Kudłaczewski (Czarni Radom)                               | Grzegorz Kosatka (Górnik Radlin)                                    |  |
| Paweł Maciejewicz (Stilon Gorzów)                                  | Jacek Pasiński (Wifama Łódź)                                        |  |
| Sergiej Bielański (?)                                              | Krzysztof Domagała (Lokator Zduńska Wola)                           |  |
| Tomasz Rosa (Len Żyrardów)                                         | Grzegorz Szymański (w trakcie sezonu, powrót do AZS Częstochowa)    |  |
| Adam Nowik (w trakcie sezonu, Czarni Radom)                        |                                                                     |  |
| Robert Prygiel (w trakcie sezonu, Czarni Radom)                    |                                                                     |  |

### Numery zastrzeżone
| Nr | Imię i nazwisko      |
| -- | -------------------- |
| 2  | Mariusz Wlazły       |
| 10 | Miguel Angel Falasca |
| 6  | Karol Kłos           |

### Reprezentanci Polski w zespole

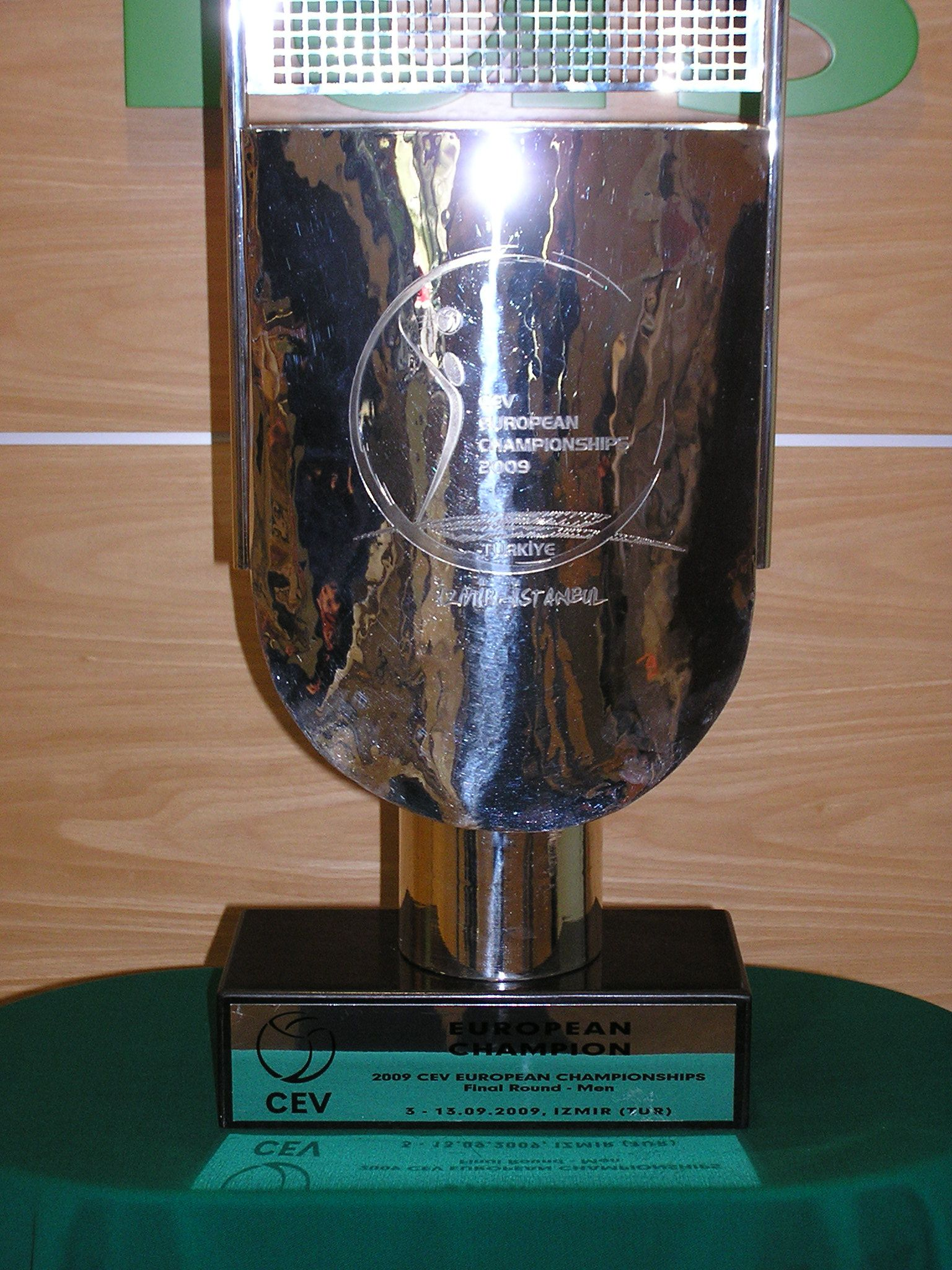
Siatkarze Skry, mieli znaczący udział, w zdobyciu przez Polskę jedynego w historii Mistrzostwa Europy w 2009 roku. Aż 5. z nich grało w wyjściowej szóstce.

W Skrze występowało do tej pory 46. Reprezentantów Polski.
| Nr. | Lata gry w klubie             | Imię i nazwisko     | Pozycja            |
| --- | ----------------------------- | ------------------- | ------------------ |
| 1.  | 1997–1999                     | Grzegorz Makarski   | rozgrywający       |
| 2.  | 1997–2001                     | Robert Malicki      | atakujący          |
| 3.  | 1998–2001                     | Marek Kwieciński    | przyjmujący        |
| 4.  | 2001–2002                     | Zbigniew Zieliński  | przyjmujący        |
| 5.  | 2001–2002                     | Grzegorz Szymański  | atakujący          |
| 6.  | 2001–2003                     | Robert Prygiel      | atakujący          |
| 7.  | 2001–2004                     | Adam Nowik          | środkowy           |
| 8.  | 2002–2003                     | Łukasz Żygadło      | rozgrywający       |
| 9.  | 2002–2004                     | Marcin Kocik        | przyjmujący        |
| 10. | 2002–2011                     | Radosław Wnuk       | środkowy           |
| 11. | 2003–2004                     | Michał Ruciak       | przyjmujący        |
| 12. | 2003–2006                     | Andrzej Stelmach    | rozgrywający       |
| 13. | 2003–2007                     | Krzysztof Ignaczak  | libero             |
| 14. | 2003–2004 2007–2013           | Michał Bąkiewicz    | przyjmujący        |
| 15. | 2003–2008 2011–2012 2015–2023 | Robert Milczarek    | przyjmujący/libero |
| 16. | 2003–2020                     | Mariusz Wlazły      | atakujący          |
| 17. | 2004–2006                     | Damian Dacewicz     | środkowy           |
| 18. | 2004–2006                     | Robert Szczerbaniuk | środkowy           |
| 19. | 2004–2007                     | Michał Chadała      | przyjmujący        |
| 20. | 2004–2005 2006–2008           | Piotr Gruszka       | przyjmujący        |
| 21. | 2005–2008                     | Krzysztof Stelmach  | przyjmujący        |
| 22. | 2005–2006 2010–2013 2014–2017 | Michał Winiarski    | przyjmujący        |

| Nr. | Lata gry w klubie   | Imię i nazwisko     | Pozycja               |
| --- | ------------------- | ------------------- | --------------------- |
| 23. | 2007–2014           | Daniel Pliński      | środkowy              |
| 24. | 2008–2009           | Jakub Jarosz        | atakujący             |
| 25. | 2008–2009           | Dawid Murek         | przyjmujący           |
| 26. | 2008–2010           | Piotr Gacek         | libero                |
| 27. | 2008–2012 2016–2017 | Bartosz Kurek       | przyjmujący/atakujący |
| 28. | 2008–2012           | Marcin Możdżonek    | środkowy              |
| 29. | 2010–2011           | Grzegorz Bociek     | atakujący             |
| 30. | 2010–2013           | Paweł Woicki        | rozgrywający          |
| 31. | 2010–2014           | Paweł Zatorski      | libero                |
| 32. | 2010–2023           | Karol Kłos          | środkowy              |
| 33. | 2011–2012 2015–2018 | Marcin Janusz       | rozgrywający          |
| 34. | 2012–2015           | Maciej Muzaj        | atakujący             |
| 35. | 2013–2015           | Wojciech Włodarczyk | przyjmujący           |
| 36. | 2013–2016           | Andrzej Wrona       | środkowy              |
| 37. | 2015–2016           | Marcel Gromadowski  | atakujący             |
| 38. | 2016–2017 2018–2020 | Artur Szalpuk       | przyjmujący           |
| 39. | 2016–2018           | Bartosz Bednorz     | przyjmujący           |
| 40. | 2017–               | Grzegorz Łomacz     | rozgrywający          |
| 41. | 2017–2018           | Patryk Czarnowski   | środkowy              |
| 42. | 2018–2020           | Jakub Kochanowski   | środkowy              |
| 43. | 2019–2021           | Norbert Huber       | środkowy              |
| 44. | 2020–2023           | Mateusz Bieniek     | środkowy              |
| 45. | 2023-               | Bartłomiej Lemański | środkowy              |
| 46. | 2023-2024           | Mateusz Poręba      | środkowy              |

### Obcokrajowcy w zespole
Od 2001 roku (awans do PlusLigi), w Skrze występowało 50. obcokrajowców.
| Nr. | Lata gry w klubie   | Imię i nazwisko         | Pozycja               |
| --- | ------------------- | ----------------------- | --------------------- |
| 1.  | 2001–2003           | Siergiej Bielanskij     | środkowy              |
| 2.  | 2003–2004           | Tomass Kalninš          | atakujący             |
| 3.  | 2004–2005           | Władimir Kastornow      | przyjmujący/atakujący |
| 4.  | 2005–2006           | Witalij Kiktiew         | przyjmujący           |
| 5.  | 2006–2008           | Dan Lewis               | przyjmujący/libero    |
| 6.  | 2006–2007           | Ewgeni Iwanow           | środkowy              |
| 7.  | 2006–2009           | Janne Heikkinen         | środkowy              |
| 8.  | 2007–2008           | Alex Damiaony           | atakujący             |
| 9.  | 2007–2011 2013–2014 | Stéphane Antiga         | przyjmujący           |
| 10. | 2008–2012           | Miguel Ángel Falasca    | rozgrywający          |
| 11. | 2009–2011           | Jakub Novotný           | atakujący             |
| 12. | 2011–2013           | Wytze Kooistra          | środkowy              |
| 13. | 2011–2013           | Konstantin Čupković     | przyjmujący           |
| 14. | 2011–2013 2021–2023 | Aleksandar Atanasijević | atakujący             |
| 15. | 2012                | Dejan Vinčić            | rozgrywający          |
| 16. | 2012                | Yosleyder Cala          | przyjmujący           |
| 17. | 2012–2013           | Dante Boninfante        | rozgrywający          |
| 18. | 2013–2014           | Samuel Tuia             | przyjmujący           |
| 19. | 2013–2015           | Aleksa Brđović          | rozgrywający          |
| 20. | 2013–2016           | Facundo Conte           | przyjmujący           |
| 21. | 2013–2017           | Nicolás Uriarte         | rozgrywający          |
| 22. | 2014–2015           | Ferdinand Tille         | libero                |
| 23. | 2014–2016           | Nicolas Marechal        | przyjmujący           |
| 24. | 2014–2018           | Srećko Lisinac          | środkowy              |
| 25. | 2015–2016           | Mihajlo Stanković       | przyjmujący           |
| 26. | 2015–2016           | Israel Rodríguez        | przyjmujący           |
| 27. | 2016                | Dražen Luburić          | atakujący             |

| Nr. | Lata gry w klubie | Imię i nazwisko        | Pozycja      |
| --- | ----------------- | ---------------------- | ------------ |
| 28. | 2016–2017         | Jurij Hładyr           | środkowy     |
| 29. | 2016–2018         | Nikołaj Penczew        | przyjmujący  |
| 30. | 2017–2018         | Aleksandar Nedeljković | środkowy     |
| 31  | 2017–2021         | Milan Katić            | przyjmujący  |
| 32. | 2017–2022         | Milad Ebadipur         | przyjmujący  |
| 33. | 2018–2019         | Renee Teppan           | atakujący    |
| 34. | 2018–2019         | David Fiel Rodriguez   | środkowy     |
| 35. | 2019–2021         | Dušan Petković         | atakujący    |
| 36. | 2020–2021         | Taylor Sander          | przyjmujący  |
| 37. | 2020–2023         | Mihajlo Mitić          | rozgrywający |
| 38. | 2021–2022         | Robert Täht            | przyjmujący  |
| 39. | 2021–2023         | Dick Kooy              | przyjmujący  |
| 40. | 2022–2023         | Filippo Lanza          | przyjmujący  |
| 41. | 2022–2023         | Lukáš Vašina           | przyjmujący  |
| 42. | 2023–2024         | Benjamin Diez          | libero       |
| 43. | 2023–2024         | Adrian Aciobăniței     | przyjmujący  |
| 44. | 2023–2024         | Pierre Derouillon      | przyjmujący  |
| 45. | 2023–2024         | Ilija Petkow           | środkowy     |
| 46. | 2024–2025         | Pavle Perić            | przyjmujący  |
| 47. | 2024–2025         | Miran Kujundžić        | przyjmujący  |
| 48. | 2024–2025         | Amin Esma’ilneżad      | atakujący    |
| 49. | 2024–2025         | David Dinculescu       | przyjmujący  |
| 50. | 2024–2025         | Žiga Štern             | przyjmujący  |
| 51. | 2025–             | Alan Souza             | atakujący    |
| 52. | 2025–             | Zouheir El Graoui      | przyjmujący  |
| 53. | 2025–             | Daniel Chițigoi        | przyjmujący  |
| 54. | 2025–             | Antoine Pothron        | przyjmujący  |

| Nr. | Lata gry w klubie | Imię i nazwisko        | Pozycja      |
| --- | ----------------- | ---------------------- | ------------ |
| 28. | 2016–2017         | Jurij Hładyr           | środkowy     |
| 29. | 2016–2018         | Nikołaj Penczew        | przyjmujący  |
| 30. | 2017–2018         | Aleksandar Nedeljković | środkowy     |
| 31  | 2017–2021         | Milan Katić            | przyjmujący  |
| 32. | 2017–2022         | Milad Ebadipur         | przyjmujący  |
| 33. | 2018–2019         | Renee Teppan           | atakujący    |
| 34. | 2018–2019         | David Fiel Rodriguez   | środkowy     |
| 35. | 2019–2021         | Dušan Petković         | atakujący    |
| 36. | 2020–2021         | Taylor Sander          | przyjmujący  |
| 37. | 2020–2023         | Mihajlo Mitić          | rozgrywający |
| 38. | 2021–2022         | Robert Täht            | przyjmujący  |
| 39. | 2021–2023         | Dick Kooy              | przyjmujący  |
| 40. | 2022–2023         | Filippo Lanza          | przyjmujący  |
| 41. | 2022–2023         | Lukáš Vašina           | przyjmujący  |
| 42. | 2023–2024         | Benjamin Diez          | libero       |
| 43. | 2023–2024         | Adrian Aciobăniței     | przyjmujący  |
| 44. | 2023–2024         | Pierre Derouillon      | przyjmujący  |
| 45. | 2023–2024         | Ilija Petkow           | środkowy     |
| 46. | 2024–2025         | Pavle Perić            | przyjmujący  |
| 47. | 2024–2025         | Miran Kujundžić        | przyjmujący  |
| 48. | 2024–2025         | Amin Esma’ilneżad      | atakujący    |
| 49. | 2024–2025         | David Dinculescu       | przyjmujący  |
| 50. | 2024–2025         | Žiga Štern             | przyjmujący  |
| 51. | 2025–             | Alan Souza             | atakujący    |
| 52. | 2025–             | Zouheir El Graoui      | przyjmujący  |
| 53. | 2025–             | Daniel Chițigoi        | przyjmujący  |
| 54. | 2025–             | Antoine Pothron        | przyjmujący  |

| Kraj               | Liczba         |
| ------------------ | -------------- |
| Argentyna          | 2              |
| Brazylia           | 1              |
| Bułgaria           | 3              |
| Czechy             | 2              |
| Estonia            | 2              |
| Finlandia          | 1              |
| Francja            | 6              |
| Hiszpania          | 2              |
| Holandia           | 2              |
| Iran               | 1              |
| Kanada             | 1              |
| Kuba               | 2              |
| Łotwa              | 1              |
| Niemcy             | 1              |
| Rosja              | ?              |
| Rumunia            | 1              |
| Serbia             | 10             |
| Słowenia           | 1              |
| Ukraina            | 2              |
| USA                | 1              |
| Włochy             | 2              |
| Ogółem: 21. państw | 44. zawodników |

| Nr. | Lata gry w klubie   | Imię i nazwisko         | Pozycja               |
| --- | ------------------- | ----------------------- | --------------------- |
| 1.  | 2001–2003           | Siergiej Bielanskij     | środkowy              |
| 2.  | 2003–2004           | Tomass Kalninš          | atakujący             |
| 3.  | 2004–2005           | Władimir Kastornow      | przyjmujący/atakujący |
| 4.  | 2005–2006           | Witalij Kiktiew         | przyjmujący           |
| 5.  | 2006–2008           | Dan Lewis               | przyjmujący/libero    |
| 6.  | 2006–2007           | Ewgeni Iwanow           | środkowy              |
| 7.  | 2006–2009           | Janne Heikkinen         | środkowy              |
| 8.  | 2007–2008           | Alex Damiaony           | atakujący             |
| 9.  | 2007–2011 2013–2014 | Stéphane Antiga         | przyjmujący           |
| 10. | 2008–2012           | Miguel Ángel Falasca    | rozgrywający          |
| 11. | 2009–2011           | Jakub Novotný           | atakujący             |
| 12. | 2011–2013           | Wytze Kooistra          | środkowy              |
| 13. | 2011–2013           | Konstantin Čupković     | przyjmujący           |
| 14. | 2011–2013 2021–2023 | Aleksandar Atanasijević | atakujący             |
| 15. | 2012                | Dejan Vinčić            | rozgrywający          |
| 16. | 2012                | Yosleyder Cala          | przyjmujący           |
| 17. | 2012–2013           | Dante Boninfante        | rozgrywający          |
| 18. | 2013–2014           | Samuel Tuia             | przyjmujący           |
| 19. | 2013–2015           | Aleksa Brđović          | rozgrywający          |
| 20. | 2013–2016           | Facundo Conte           | przyjmujący           |
| 21. | 2013–2017           | Nicolás Uriarte         | rozgrywający          |
| 22. | 2014–2015           | Ferdinand Tille         | libero                |
| 23. | 2014–2016           | Nicolas Marechal        | przyjmujący           |
| 24. | 2014–2018           | Srećko Lisinac          | środkowy              |
| 25. | 2015–2016           | Mihajlo Stanković       | przyjmujący           |
| 26. | 2015–2016           | Israel Rodríguez        | przyjmujący           |
| 27. | 2016                | Dražen Luburić          | atakujący             |

| Nr. | Lata gry w klubie | Imię i nazwisko        | Pozycja      |
| --- | ----------------- | ---------------------- | ------------ |
| 28. | 2016–2017         | Jurij Hładyr           | środkowy     |
| 29. | 2016–2018         | Nikołaj Penczew        | przyjmujący  |
| 30. | 2017–2018         | Aleksandar Nedeljković | środkowy     |
| 31  | 2017–2021         | Milan Katić            | przyjmujący  |
| 32. | 2017–2022         | Milad Ebadipur         | przyjmujący  |
| 33. | 2018–2019         | Renee Teppan           | atakujący    |
| 34. | 2018–2019         | David Fiel Rodriguez   | środkowy     |
| 35. | 2019–2021         | Dušan Petković         | atakujący    |
| 36. | 2020–2021         | Taylor Sander          | przyjmujący  |
| 37. | 2020–2023         | Mihajlo Mitić          | rozgrywający |
| 38. | 2021–2022         | Robert Täht            | przyjmujący  |
| 39. | 2021–2023         | Dick Kooy              | przyjmujący  |
| 40. | 2022–2023         | Filippo Lanza          | przyjmujący  |
| 41. | 2022–2023         | Lukáš Vašina           | przyjmujący  |
| 42. | 2023–2024         | Benjamin Diez          | libero       |
| 43. | 2023–2024         | Adrian Aciobăniței     | przyjmujący  |
| 44. | 2023–2024         | Pierre Derouillon      | przyjmujący  |
| 45. | 2023–2024         | Ilija Petkow           | środkowy     |
| 46. | 2024–2025         | Pavle Perić            | przyjmujący  |
| 47. | 2024–2025         | Miran Kujundžić        | przyjmujący  |
| 48. | 2024–2025         | Amin Esma’ilneżad      | atakujący    |
| 49. | 2024–2025         | David Dinculescu       | przyjmujący  |
| 50. | 2024–2025         | Žiga Štern             | przyjmujący  |
| 51. | 2025–             | Alan Souza             | atakujący    |
| 52. | 2025–             | Zouheir El Graoui      | przyjmujący  |
| 53. | 2025–             | Daniel Chițigoi        | przyjmujący  |
| 54. | 2025–             | Antoine Pothron        | przyjmujący  |

| Nr. | Lata gry w klubie | Imię i nazwisko        | Pozycja      |
| --- | ----------------- | ---------------------- | ------------ |
| 28. | 2016–2017         | Jurij Hładyr           | środkowy     |
| 29. | 2016–2018         | Nikołaj Penczew        | przyjmujący  |
| 30. | 2017–2018         | Aleksandar Nedeljković | środkowy     |
| 31  | 2017–2021         | Milan Katić            | przyjmujący  |
| 32. | 2017–2022         | Milad Ebadipur         | przyjmujący  |
| 33. | 2018–2019         | Renee Teppan           | atakujący    |
| 34. | 2018–2019         | David Fiel Rodriguez   | środkowy     |
| 35. | 2019–2021         | Dušan Petković         | atakujący    |
| 36. | 2020–2021         | Taylor Sander          | przyjmujący  |
| 37. | 2020–2023         | Mihajlo Mitić          | rozgrywający |
| 38. | 2021–2022         | Robert Täht            | przyjmujący  |
| 39. | 2021–2023         | Dick Kooy              | przyjmujący  |
| 40. | 2022–2023         | Filippo Lanza          | przyjmujący  |
| 41. | 2022–2023         | Lukáš Vašina           | przyjmujący  |
| 42. | 2023–2024         | Benjamin Diez          | libero       |
| 43. | 2023–2024         | Adrian Aciobăniței     | przyjmujący  |
| 44. | 2023–2024         | Pierre Derouillon      | przyjmujący  |
| 45. | 2023–2024         | Ilija Petkow           | środkowy     |
| 46. | 2024–2025         | Pavle Perić            | przyjmujący  |
| 47. | 2024–2025         | Miran Kujundžić        | przyjmujący  |
| 48. | 2024–2025         | Amin Esma’ilneżad      | atakujący    |
| 49. | 2024–2025         | David Dinculescu       | przyjmujący  |
| 50. | 2024–2025         | Žiga Štern             | przyjmujący  |
| 51. | 2025–             | Alan Souza             | atakujący    |
| 52. | 2025–             | Zouheir El Graoui      | przyjmujący  |
| 53. | 2025–             | Daniel Chițigoi        | przyjmujący  |
| 54. | 2025–             | Antoine Pothron        | przyjmujący  |

| Kraj               | Liczba         |
| ------------------ | -------------- |
| Argentyna          | 2              |
| Brazylia           | 1              |
| Bułgaria           | 3              |
| Czechy             | 2              |
| Estonia            | 2              |
| Finlandia          | 1              |
| Francja            | 6              |
| Hiszpania          | 2              |
| Holandia           | 2              |
| Iran               | 1              |
| Kanada             | 1              |
| Kuba               | 2              |
| Łotwa              | 1              |
| Niemcy             | 1              |
| Rosja              | ?              |
| Rumunia            | 1              |
| Serbia             | 10             |
| Słowenia           | 1              |
| Ukraina            | 2              |
| USA                | 1              |
| Włochy             | 2              |
| Ogółem: 21. państw | 44. zawodników |

### Indywidualne sukcesy siatkarzy

#### Mistrzowie świata, kontynentu, olimpijscy lub zwycięzcy innych rozgrywek międzynarodowych (43)
- Aleksandar Atanasijević (ME 2011, LŚ 2016, ME 2019)
- Mateusz Bieniek (MŚ 2018)
- Michał Bąkiewicz (ME 2009)
- Dante Boninfante (IŚ 2001)
- Aleksa Brđović (LŚ 2016)
- Facundo Conte (IPAN 2015)
- Benjamin Diez (LN 2022)
- Milad Ebadipur (IA 2014, IA 2018, MA 2019, MA 2021)
- Miguel Ángel Falasca (ME 2007)
- Piotr Gacek (ME 2009)
- Marcel Gromadowski (ME 2009)
- Piotr Gruszka (ME 2009)
- Krzysztof Ignaczak (ME 2009, LŚ 2012, MŚ 2014)
- Jakub Jarosz (ME 2009, LŚ 2012)
- Milan Katić (LŚ 2016)
- Jakub Kochanowski (MŚ 2018)
- Wytze Kooistra (LE 2006, LE 2012)
- Karol Kłos (MŚ 2014)
- Bartosz Kurek (ME 2009, MŚ 2018)
- Filippo Lanza (IŚ 2013)
- Dan Lewis (MAPŚIK 2015)
- Srećko Lisinac (LŚ 2016, ME 2019)
- Dražen Luburić (LŚ 2016, ME 2019)
- Grzegorz Łomacz (MŚ 2018)
- Nicolas Maréchal (ME 2015, LŚ 2015)
- Mihajlo Mitić (ME 2011)
- Marcin Możdżonek (ME 2009, LŚ 2012, MŚ 2014)
- Jakub Novotný (LE 2004)
- Daniel Pliński (ME 2009)
- Israel Rodríguez (ME 2007, LE 2007)
- Michał Ruciak (ME 2009, LŚ 2012)
- Taylor Sander (LŚ 2014, MAPŚiK 2017)
- Damian Schulz (MŚ 2018)
- Robert Täht (LE 2016, LE 2018)
- Renee Teppan (LE 2016, LE 2018)
- Ferdinand Tille (LE 2009, IE 2015)
- Nicolas Uriarte (IPAN 2015)
- Dejan Vinčić (LE 2015)
- Michał Winiarski (LŚ 2012, MŚ 2014)
- Paweł Woicki (ME 2009)
- Andrzej Wrona (MŚ 2014)
- Mariusz Wlazły (MŚ 2014)
- Paweł Zatorski (LŚ 2012, MŚ 2014, MŚ 2018)
- Łukasz Żygadło (LŚ 2012)

IO – Igrzyska Olimpijskie

MŚ – Mistrzostwa Świata

ME – Mistrzostwa Europy

LN - Liga Narodów

LŚ - Liga Światowa

PŚ – Puchar Świata

PWM – Puchar Wielkich Mistrzów

IE – Igrzyska Europejskie

IŚ – Igrzyska Śródziemnomorskie

LE – Liga Europejska

IPAN – Igrzyska Panamerykańskie

MAP – Mistrzostwa Ameryki Południowej

MAPŚiK – Mistrzostwa Ameryki Północnej, Środkowej i Karaibów

IA – Igrzyska Azji

MA – Mistrzostwa Azji

## Trenerzy

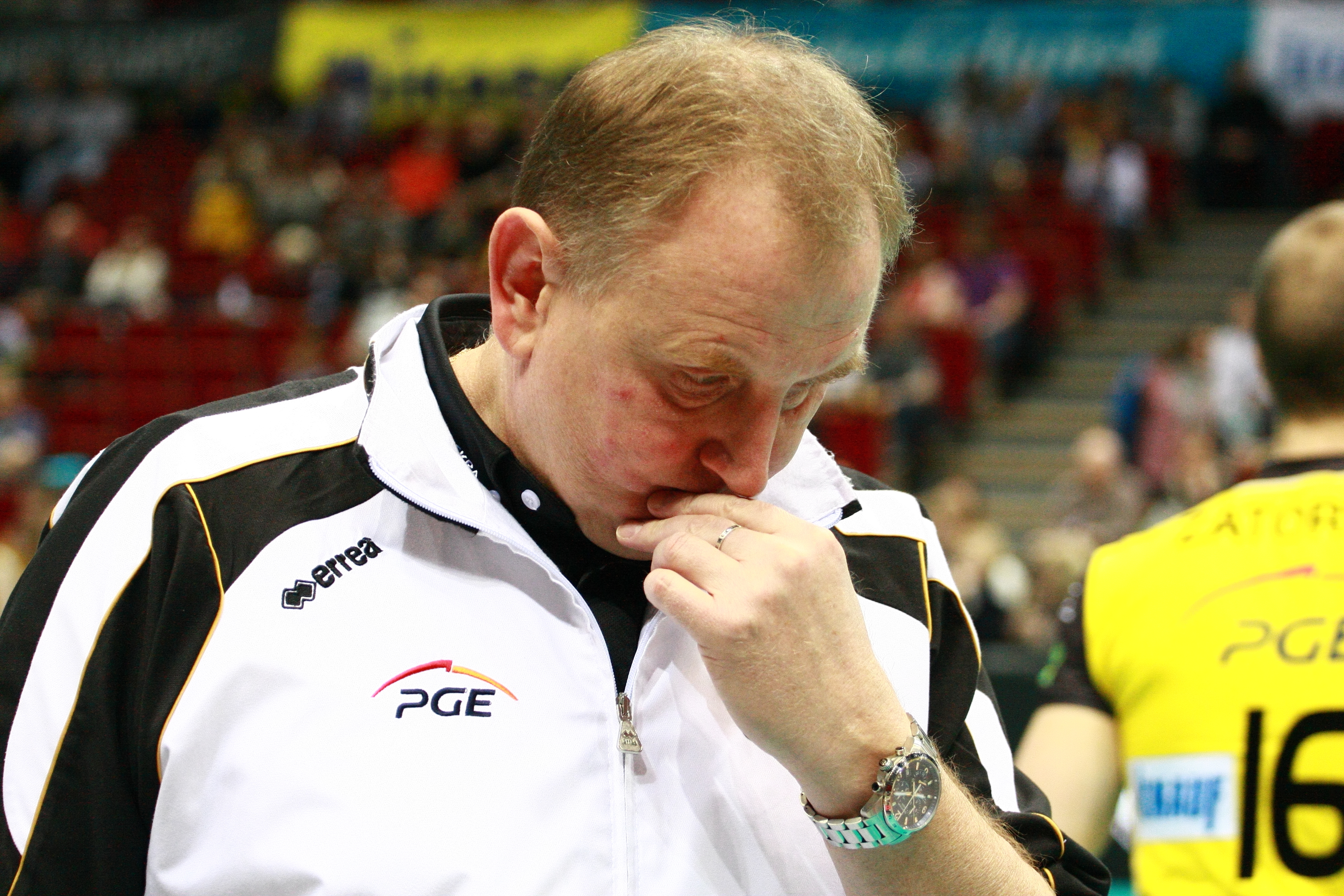
Jacek Nawrocki był rozgrywającym Skry w latach 1994–2001. Od 2001 do 2009 pełnił funkcję drugiego szkoleniowca, a w latach 2009–2013 pierwszego. Odszedł z klubu w 2013 roku. Później m.in. selekcjoner reprezentacji Polski kobiet.

| Od         | Do         | I trener             | Asystent                                                            | Źródło       |
| ---------- | ---------- | -------------------- | ------------------------------------------------------------------- | ------------ |
| 1977       | ?          | Eugeniusz Szymczyk   | ?                                                                   | [ 379 ]      |
| ?          | 1993       | Wiktor Fiszera       | ?                                                                   | [ 4 ]        |
| 1993       | 1994       | Eugeniusz Szymczyk   | ?                                                                   | [ 4 ]        |
| 1996       | 1999       | Paweł Blomberg       | ?                                                                   | [ 4 ] [ 25 ] |
| 1999       | 2000       | Waldemar Kuczewski   | ?                                                                   | [ 4 ]        |
| 2000       | 2000       | Zbigniew Zarzycki    | ?                                                                   | [ 4 ]        |
| 2000       | 2003       | Wiesław Czaja        | Jacek Nawrocki (od sezonu 2000/2001)                                | [ 23 ]       |
| 2003       | 2006       | Ireneusz Mazur       | Jacek Nawrocki                                                      | [ 38 ]       |
| 2006       | 2009       | Daniel Castellani    | Jacek Nawrocki                                                      | [ 55 ]       |
| 2009       | 26.04.2013 | Jacek Nawrocki       | Maciej Bartodziejski                                                | [ 380 ]      |
| 29.04.2013 | 28.03.2016 | Miguel Ángel Falasca | Fabio Storti                                                        | [ 381 ]      |
| 29.03.2016 | 28.04.2017 | Philippe Blain       | Fabio Storti (sezon 2015/2016) Krzysztof Stelmach (sezon 2016/2017) | [ 382 ]      |
| 30.05.2017 | 11.06.2019 | Roberto Piazza       | Michał Winiarski                                                    | [ 383 ]      |
| 25.06.2019 | 08.08.2021 | Michał Mieszko Gogol | Radosław Kolanek                                                    | [ 384 ]      |
| 09.08.2021 | 27.04.2022 | Slobodan Kovač       | Radosław Kolanek                                                    | [ 385 ]      |
| 27.04.2022 | 06.2022    | Radosław Kolanek     | Robert Kaźmierczak                                                  | [ 386 ]      |
| 08.07.2022 | 31.01.2023 | Joel Banks           | Radosław Kolanek                                                    | [ 387 ]      |
| 01.02.2023 | 07.05.2024 | Andrea Gardini       | Michał Bąkiewicz Radosław Kolanek (do sezonu 2022/2023)             | [ 388 ]      |
| 10.05.2024 |            | Gheorghe Crețu       | Jakub Nalepka Mateusz Nykiel                                        | [ 389 ]      |

## Prezesi klubu
| Od         | Do         | Nazwisko              | Źródło        |
| ---------- | ---------- | --------------------- | ------------- |
| ?          | 2004       | Edward Maruszak       | [ 32 ]        |
| 2004       | 2007       | Andrzej Lewandowski   | [ 32 ] [ 63 ] |
| 10.09.2007 | 16.03.2023 | Konrad Piechocki      | [ 63 ]        |
| 17.03.2023 | 18.06.2023 | p.o. Piotr Bielarczyk |               |
| 18.06.2023 | 07.02.2024 | p.o. Radosław Marzec  | [ 390 ]       |
| 01.02.2024 |            | Wiesław Deryło        | [ 391 ]       |

## Szkolenie młodzieży

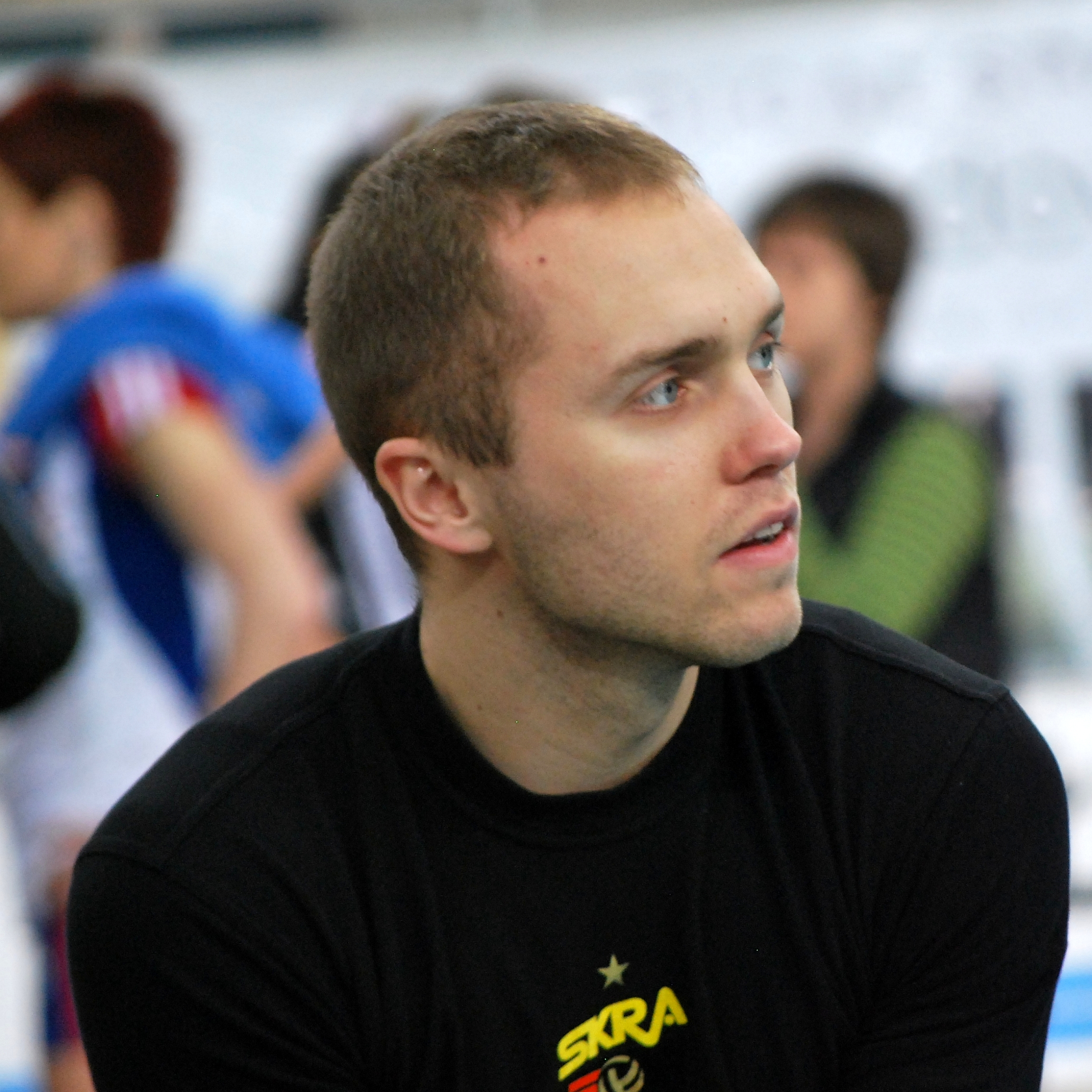
Paweł Zatorski jest najbardziej znanym wychowankiem klubu

W 2012 roku powstała „Bełchatowska Akademia Siatkówki”, działająca początkowo tylko na terenie Bełchatowa. 1 lutego 2013 powołano do życia „Akademię Siatkówki Skry Bełchatów” z siedzibą w Łodzi (obiekty Wyższej Szkoły Informatyki i Umiejętności, ul. Rzgowska 17a). Koordynatorem i głównym trenerem został Jacek Pasiński, trener siatkówki (m.in. Budowlani Łódź), były siatkarz. Honorowy patronat nad inicjatywą objęli marszałek województwa łódzkiego Witold Stępień, oraz Marek Jędraszewski, ówczesny ksiądz arcybiskup Metropolii łódzkiej.
Projekt działa w następujących województwach: łódzkim (Łódź, Bełchatów, Gmina Bielawy, Gmina Gomunice, Gmina Gorzkowice, Gmina Kobiele Wielkie, Łowicz, Gmina Łowicz, Gmina Masłowice, Gmina Mokrsko, Gmina Nieborów, Radomsko, Gmina Sulmierzyce, Opoczno, Gmina Domaniewice, Piotrków Trybunalski); świętokrzyskim (Chmielnik, Gmina Chmielnik); dolnośląskim (Bierutów); lubuskim (Gubin, Krosno Odrzańskie); mazowieckim (Żoliborz – dzielnica Warszawy).
Klubowymi wychowankami są m.in. Paweł Zatorski, Sebastian Adamczyk, Wiktor Nowak, Jędrzej Maćkowiak oraz Krzysztof Bieńkowski.

Misją Akademii Siatkówki Skry Bełchatów jest promocja aktywności fizycznej oraz zdrowego stylu życia wśród najmłodszych, promowanie siatkówki jako pasji, tak aby stała się nieodłącznym elementem życia człowieka.

Głównym celem Akademii Siatkówki Skry Bełchatów jest objęcie szkoleniem dzieci klas IV-VI szkół podstawowych na terenie województwa łódzkiego, a także zainteresowanych ośrodków spoza województwa. Następnym etapem jest uruchamianie profesjonalnego szkolenia w gimnazjach przy wykorzystaniu wiedzy, doświadczenia i zaangażowania instruktorów i trenerów siatkówki. W późniejszym czasie, utworzenie na tej bazie grup młodzików i kadetów lub szkolnych klubów sportowych związanych z PGE Skrą Bełchatów, uczestniczących w rozgrywkach juniorskich.

### Sukcesy
- Młoda Liga
  -  2. miejsce (2x): 2011, 2012
- Źródło: [399][400]
- Mistrzostwa Polski Juniorów
  -  1. miejsce (2x): 2006, 2018
  -  3. miejsce (2x): 2009, 2014
  -  4. miejsce (1x): 2013
- Źródło: [401][402][403][404][405]
- Mistrzostwa Polski Kadetów
  -  1. miejsce (1x): 2007
  -  4. miejsce (1x): 2010
- Źródło: [406][407]

Inną inicjatywą klubu, było objęcie patronatem klasy o profilu marketingu sportowego w II Liceum Ogólnokształcącym im. Gabriela Narutowicza w Łodzi.

## Sponsorzy
| Lata        | Sponsor odzieżowy | Sponsor na koszulce   |
| ----------- | ----------------- | --------------------- |
| 1991 – ?    | ?                 | Elektrownia Bełchatów |
| ? – 2005    | Errea             | Elektrownia Bełchatów |
| 2005 – 2007 | Errea             | BOT                   |
| 2007 – 2016 | Errea             | PGE                   |
| 2016 – 2018 | Hungaria          | PGE                   |
| 2018 – 2024 | Joma              | PGE                   |
| 2024 –      | 4F                | PGE                   |

Obecnie strategicznym sponsorem Skry jest PGE Górnictwo i Energetyka Konwencjonalna S.A. Inni oficjalni sponsorzy są wyszczególnieni tutaj. Garnitury zawodnikom Skry dostarcza firma Pako Lorente.

## Kluby partnerskie
- AZS Częstochowa (nieistniejący)
- Łuczniczka Bydgoszcz
- CBL Polonia Londyn
- VfB Friedrichshafen
- Budowlani Łódź
- Anioły Toruń

- Źródło: [410][411]
- Adnotacja[s]:

## Historyczne sekcje
- Skra II Bełchatów – drużyna rezerw, do 2008 roku występująca w I lidze[412]. W wyniku zamiany licencji z Siatkarzem Wieluń, przeniesiona do II ligi, dzięki temu wielunianie „awansowali” na zaplecze ekstraklasy[412]. Wycofana z rozgrywek w roku 2010, w związku z utworzeniem Młodej Ligi[413]. Przywrócona, od 2019 roku w III Lidze[414].
- Skra KPS Bełchatów – drużyna seniorska kobiet, została rozwiązana po zakończeniu sezonu 2007/2008 w I lidze.
- Sekcja piłki nożnej – działała od początku istnienia klubu (1930)[4]. W 1977 roku została przejęta przez nowo utworzony GKS Bełchatów[4].